# Lista de asteroides (75001-76000)
Esta é uma lista parcial de asteroides, do asteroide número 75001 até o 76000, inclusive. Veja também o índice com todas as listas disponíveis.

| Objeto Próximos à Terra | Cinturão de asteroides (interno) | Cinturão de asteroides (externo) | Centauro       |
| Cruzador de Marte       | Cinturão de asteroides (meio)    | Troianos de Júpiter              | Transnetuniano |

Veja mais dados de cada asteroide na ligação externa para o Minor Planet Center na última coluna.
Índice: 75001... 75101... 75201... 75301... 75401... 75501... 75601... 75701... 75801... 75901... 

## 75001–75100
| Designação       | Designação | Descoberta  | Descoberta          | Descobridor(es)         | Categoria | Mais informações / Referência |
| Permanente       | Provisória | Data        | Local               | Descobridor(es)         | Categoria | Mais informações / Referência |
| ---------------- | ---------- | ----------- | ------------------- | ----------------------- | --------- | ----------------------------- |
| 75001            | 1999 TX283 | 9 out 1999  | Socorro             | LINEAR                  | —         | MPC                           |
| 75002            | 1999 TM285 | 9 out 1999  | Socorro             | LINEAR                  | —         | MPC                           |
| 75003            | 1999 TO286 | 10 out 1999 | Socorro             | LINEAR                  | —         | MPC                           |
| 75004            | 1999 TQ291 | 10 out 1999 | Socorro             | LINEAR                  | —         | MPC                           |
| 75005            | 1999 TZ297 | 1 out 1999  | Catalina            | CSS                     | —         | MPC                           |
| 75006            | 1999 TX308 | 6 out 1999  | Kitt Peak           | Spacewatch              | Chloris   | MPC                           |
| 75007            | 1999 TU320 | 10 out 1999 | Socorro             | LINEAR                  | —         | MPC                           |
| 75008            | 1999 TE328 | 12 out 1999 | Socorro             | LINEAR                  | —         | MPC                           |
| 75009            | 1999 UC    | 16 out 1999 | Ondřejov            | P. Pravec, P. Kušnirák  | —         | MPC                           |
| 75010            | 1999 UP    | 16 out 1999 | Višnjan Observatory | K. Korlević             | —         | MPC                           |
| 75011            | 1999 UQ1   | 17 out 1999 | Oohira              | T. Urata                | —         | MPC                           |
| 75012            | 1999 UO3   | 17 out 1999 | Višnjan Observatory | K. Korlević             | —         | MPC                           |
| 75013            | 1999 UJ4   | 29 out 1999 | Farpoint            | G. Hug, G. Bell         | —         | MPC                           |
| 75014            | 1999 UO4   | 31 out 1999 | Fountain Hills      | C. W. Juels             | —         | MPC                           |
| 75015            | 1999 UW4   | 29 out 1999 | Kitt Peak           | Spacewatch              | —         | MPC                           |
| 75016            | 1999 UC5   | 29 out 1999 | Catalina            | CSS                     | —         | MPC                           |
| 75017            | 1999 UE5   | 29 out 1999 | Socorro             | LINEAR                  | —         | MPC                           |
| 75018            | 1999 UL5   | 29 out 1999 | Socorro             | LINEAR                  | —         | MPC                           |
| 75019            | 1999 UZ7   | 29 out 1999 | Catalina            | CSS                     | —         | MPC                           |
| 75020            | 1999 UM8   | 29 out 1999 | Catalina            | CSS                     | —         | MPC                           |
| 75021            | 1999 UO8   | 29 out 1999 | Catalina            | CSS                     | —         | MPC                           |
| 75022            | 1999 UP8   | 29 out 1999 | Catalina            | CSS                     | —         | MPC                           |
| 75023            | 1999 UH9   | 29 out 1999 | Catalina            | CSS                     | —         | MPC                           |
| 75024            | 1999 UA14  | 29 out 1999 | Catalina            | CSS                     | —         | MPC                           |
| 75025            | 1999 UJ14  | 29 out 1999 | Catalina            | CSS                     | —         | MPC                           |
| 75026            | 1999 UT14  | 29 out 1999 | Catalina            | CSS                     | —         | MPC                           |
| 75027            | 1999 UG17  | 29 out 1999 | Kitt Peak           | Spacewatch              | —         | MPC                           |
| 75028            | 1999 US17  | 30 out 1999 | Kitt Peak           | Spacewatch              | —         | MPC                           |
| 75029            | 1999 UR20  | 31 out 1999 | Kitt Peak           | Spacewatch              | —         | MPC                           |
| 75030            | 1999 UQ23  | 28 out 1999 | Catalina            | CSS                     | —         | MPC                           |
| 75031            | 1999 UX23  | 28 out 1999 | Catalina            | CSS                     | —         | MPC                           |
| 75032            | 1999 UT24  | 28 out 1999 | Catalina            | CSS                     | —         | MPC                           |
| 75033            | 1999 UU24  | 28 out 1999 | Catalina            | CSS                     | —         | MPC                           |
| 75034            | 1999 UV25  | 30 out 1999 | Catalina            | CSS                     | —         | MPC                           |
| 75035            | 1999 UY25  | 30 out 1999 | Catalina            | CSS                     | —         | MPC                           |
| 75036            | 1999 UD26  | 30 out 1999 | Catalina            | CSS                     | —         | MPC                           |
| 75037            | 1999 UG28  | 30 out 1999 | Kitt Peak           | Spacewatch              | —         | MPC                           |
| 75038            | 1999 UB31  | 31 out 1999 | Kitt Peak           | Spacewatch              | Mitidika  | MPC                           |
| 75039            | 1999 UC32  | 31 out 1999 | Kitt Peak           | Spacewatch              | —         | MPC                           |
| 75040            | 1999 UP33  | 31 out 1999 | Kitt Peak           | Spacewatch              | —         | MPC                           |
| 75041            | 1999 UB38  | 17 out 1999 | Kitt Peak           | Spacewatch              | —         | MPC                           |
| 75042            | 1999 UQ38  | 29 out 1999 | Anderson Mesa       | LONEOS                  | —         | MPC                           |
| 75043            | 1999 UE39  | 29 out 1999 | Anderson Mesa       | LONEOS                  | —         | MPC                           |
| 75044            | 1999 UG42  | 20 out 1999 | Anderson Mesa       | LONEOS                  | —         | MPC                           |
| 75045            | 1999 UK43  | 28 out 1999 | Catalina            | CSS                     | —         | MPC                           |
| 75046            | 1999 UM43  | 28 out 1999 | Catalina            | CSS                     | —         | MPC                           |
| 75047            | 1999 UD44  | 29 out 1999 | Catalina            | CSS                     | —         | MPC                           |
| 75048            | 1999 UM46  | 31 out 1999 | Catalina            | CSS                     | —         | MPC                           |
| 75049            | 1999 UX46  | 29 out 1999 | Anderson Mesa       | LONEOS                  | —         | MPC                           |
| 75050            | 1999 UN47  | 30 out 1999 | Catalina            | CSS                     | —         | MPC                           |
| 75051            | 1999 UN48  | 30 out 1999 | Catalina            | CSS                     | —         | MPC                           |
| 75052            | 1999 UM50  | 30 out 1999 | Catalina            | CSS                     | —         | MPC                           |
| 75053            | 1999 UH54  | 22 out 1999 | Socorro             | LINEAR                  | —         | MPC                           |
| 75054            | 1999 UQ57  | 31 out 1999 | Anderson Mesa       | LONEOS                  | —         | MPC                           |
| 75055            | 1999 VX2   | 4 nov 1999  | Nachi-Katsuura      | Y. Shimizu, T. Urata    | —         | MPC                           |
| 75056            | 1999 VJ4   | 1 nov 1999  | Catalina            | CSS                     | —         | MPC                           |
| 75057            | 1999 VR4   | 7 nov 1999  | Lime Creek          | R. Linderholm           | —         | MPC                           |
| 75058 Hanau      | 1999 VK5   | 6 nov 1999  | Saji                | Saji Obs.               | —         | MPC                           |
| 75059            | 1999 VU5   | 5 nov 1999  | Oizumi              | T. Kobayashi            | —         | MPC                           |
| 75060            | 1999 VJ6   | 5 nov 1999  | Oizumi              | T. Kobayashi            | —         | MPC                           |
| 75061            | 1999 VK7   | 7 nov 1999  | Višnjan Observatory | K. Korlević             | —         | MPC                           |
| 75062            | 1999 VZ7   | 8 nov 1999  | Višnjan Observatory | K. Korlević             | —         | MPC                           |
| 75063 Koestler   | 1999 VO8   | 1 nov 1999  | Gnosca              | S. Sposetti             | —         | MPC                           |
| 75064            | 1999 VF10  | 9 nov 1999  | Oizumi              | T. Kobayashi            | —         | MPC                           |
| 75065            | 1999 VO10  | 9 nov 1999  | Oizumi              | T. Kobayashi            | —         | MPC                           |
| 75066            | 1999 VK11  | 10 nov 1999 | Višnjan Observatory | K. Korlević             | —         | MPC                           |
| 75067            | 1999 VN12  | 11 nov 1999 | Fountain Hills      | C. W. Juels             | —         | MPC                           |
| 75068            | 1999 VR13  | 2 nov 1999  | Socorro             | LINEAR                  | —         | MPC                           |
| 75069            | 1999 VW17  | 2 nov 1999  | Kitt Peak           | Spacewatch              | —         | MPC                           |
| 75070            | 1999 VX17  | 2 nov 1999  | Kitt Peak           | Spacewatch              | —         | MPC                           |
| 75071            | 1999 VB19  | 11 nov 1999 | Farpoint            | G. Bell, G. Hug         | —         | MPC                           |
| 75072 Timerskine | 1999 VU19  | 14 nov 1999 | Wiggins Observatory | P. Wiggins, H. Phaneuf  | —         | MPC                           |
| 75073            | 1999 VK21  | 11 nov 1999 | Xinglong            | SCAP                    | —         | MPC                           |
| 75074            | 1999 VU21  | 12 nov 1999 | Višnjan Observatory | K. Korlević             | —         | MPC                           |
| 75075            | 1999 VB22  | 13 nov 1999 | Višnjan Observatory | K. Korlević             | —         | MPC                           |
| 75076            | 1999 VE22  | 12 nov 1999 | Farpoint            | G. Hug, G. Bell         | —         | MPC                           |
| 75077            | 1999 VP22  | 13 nov 1999 | Fountain Hills      | C. W. Juels             | —         | MPC                           |
| 75078            | 1999 VG23  | 8 nov 1999  | Mallorca            | R. Pacheco, Á. López J. | —         | MPC                           |
| 75079            | 1999 VN24  | 15 nov 1999 | Fountain Hills      | C. W. Juels             | —         | MPC                           |
| 75080            | 1999 VP24  | 12 nov 1999 | Kvistaberg          | UDAS                    | —         | MPC                           |
| 75081            | 1999 VC25  | 13 nov 1999 | Oizumi              | T. Kobayashi            | —         | MPC                           |
| 75082            | 1999 VF26  | 3 nov 1999  | Socorro             | LINEAR                  | —         | MPC                           |
| 75083            | 1999 VV26  | 3 nov 1999  | Socorro             | LINEAR                  | —         | MPC                           |
| 75084            | 1999 VX26  | 3 nov 1999  | Socorro             | LINEAR                  | —         | MPC                           |
| 75085            | 1999 VC28  | 3 nov 1999  | Socorro             | LINEAR                  | —         | MPC                           |
| 75086            | 1999 VU28  | 3 nov 1999  | Socorro             | LINEAR                  | Mitidika  | MPC                           |
| 75087            | 1999 VY28  | 3 nov 1999  | Socorro             | LINEAR                  | —         | MPC                           |
| 75088            | 1999 VV29  | 3 nov 1999  | Socorro             | LINEAR                  | Mitidika  | MPC                           |
| 75089            | 1999 VY30  | 3 nov 1999  | Socorro             | LINEAR                  | —         | MPC                           |
| 75090            | 1999 VP31  | 3 nov 1999  | Socorro             | LINEAR                  | —         | MPC                           |
| 75091            | 1999 VL33  | 3 nov 1999  | Socorro             | LINEAR                  | —         | MPC                           |
| 75092            | 1999 VG34  | 3 nov 1999  | Socorro             | LINEAR                  | —         | MPC                           |
| 75093            | 1999 VA35  | 3 nov 1999  | Socorro             | LINEAR                  | —         | MPC                           |
| 75094            | 1999 VD35  | 3 nov 1999  | Socorro             | LINEAR                  | —         | MPC                           |
| 75095            | 1999 VT36  | 3 nov 1999  | Socorro             | LINEAR                  | —         | MPC                           |
| 75096            | 1999 VW36  | 3 nov 1999  | Socorro             | LINEAR                  | —         | MPC                           |
| 75097            | 1999 VO37  | 3 nov 1999  | Socorro             | LINEAR                  | —         | MPC                           |
| 75098            | 1999 VK38  | 10 nov 1999 | Socorro             | LINEAR                  | —         | MPC                           |
| 75099            | 1999 VA41  | 1 nov 1999  | Kitt Peak           | Spacewatch              | —         | MPC                           |
| 75100            | 1999 VF43  | 4 nov 1999  | Kitt Peak           | Spacewatch              | —         | MPC                           |

## 75101–75200
| Designação | Designação | Descoberta  | Descoberta | Descobridor(es) | Categoria | Mais informações / Referência |
| Permanente | Provisória | Data        | Local      | Descobridor(es) | Categoria | Mais informações / Referência |
| ---------- | ---------- | ----------- | ---------- | --------------- | --------- | ----------------------------- |
| 75101      | 1999 VE45  | 4 nov 1999  | Catalina   | CSS             | —         | MPC                           |
| 75102      | 1999 VX46  | 4 nov 1999  | Socorro    | LINEAR          | —         | MPC                           |
| 75103      | 1999 VL49  | 3 nov 1999  | Socorro    | LINEAR          | —         | MPC                           |
| 75104      | 1999 VQ49  | 3 nov 1999  | Socorro    | LINEAR          | —         | MPC                           |
| 75105      | 1999 VP51  | 3 nov 1999  | Socorro    | LINEAR          | —         | MPC                           |
| 75106      | 1999 VL52  | 3 nov 1999  | Socorro    | LINEAR          | —         | MPC                           |
| 75107      | 1999 VW54  | 4 nov 1999  | Socorro    | LINEAR          | —         | MPC                           |
| 75108      | 1999 VJ55  | 4 nov 1999  | Socorro    | LINEAR          | —         | MPC                           |
| 75109      | 1999 VQ55  | 4 nov 1999  | Socorro    | LINEAR          | Chloris   | MPC                           |
| 75110      | 1999 VH56  | 4 nov 1999  | Socorro    | LINEAR          | —         | MPC                           |
| 75111      | 1999 VJ56  | 4 nov 1999  | Socorro    | LINEAR          | —         | MPC                           |
| 75112      | 1999 VN56  | 4 nov 1999  | Socorro    | LINEAR          | —         | MPC                           |
| 75113      | 1999 VZ57  | 4 nov 1999  | Socorro    | LINEAR          | —         | MPC                           |
| 75114      | 1999 VJ58  | 4 nov 1999  | Socorro    | LINEAR          | —         | MPC                           |
| 75115      | 1999 VR58  | 4 nov 1999  | Socorro    | LINEAR          | —         | MPC                           |
| 75116      | 1999 VM60  | 4 nov 1999  | Socorro    | LINEAR          | —         | MPC                           |
| 75117      | 1999 VN60  | 4 nov 1999  | Socorro    | LINEAR          | —         | MPC                           |
| 75118      | 1999 VP60  | 4 nov 1999  | Socorro    | LINEAR          | —         | MPC                           |
| 75119      | 1999 VU60  | 4 nov 1999  | Socorro    | LINEAR          | —         | MPC                           |
| 75120      | 1999 VW60  | 4 nov 1999  | Socorro    | LINEAR          | —         | MPC                           |
| 75121      | 1999 VP62  | 4 nov 1999  | Socorro    | LINEAR          | —         | MPC                           |
| 75122      | 1999 VU63  | 4 nov 1999  | Socorro    | LINEAR          | —         | MPC                           |
| 75123      | 1999 VH64  | 4 nov 1999  | Socorro    | LINEAR          | —         | MPC                           |
| 75124      | 1999 VR64  | 4 nov 1999  | Socorro    | LINEAR          | —         | MPC                           |
| 75125      | 1999 VY64  | 4 nov 1999  | Socorro    | LINEAR          | —         | MPC                           |
| 75126      | 1999 VU65  | 4 nov 1999  | Socorro    | LINEAR          | —         | MPC                           |
| 75127      | 1999 VP66  | 4 nov 1999  | Socorro    | LINEAR          | —         | MPC                           |
| 75128      | 1999 VW66  | 4 nov 1999  | Socorro    | LINEAR          | —         | MPC                           |
| 75129      | 1999 VP69  | 4 nov 1999  | Socorro    | LINEAR          | Mitidika  | MPC                           |
| 75130      | 1999 VE71  | 4 nov 1999  | Socorro    | LINEAR          | —         | MPC                           |
| 75131      | 1999 VH71  | 4 nov 1999  | Socorro    | LINEAR          | —         | MPC                           |
| 75132      | 1999 VK71  | 4 nov 1999  | Socorro    | LINEAR          | —         | MPC                           |
| 75133      | 1999 VT74  | 5 nov 1999  | Kitt Peak  | Spacewatch      | —         | MPC                           |
| 75134      | 1999 VR77  | 3 nov 1999  | Socorro    | LINEAR          | —         | MPC                           |
| 75135      | 1999 VT77  | 3 nov 1999  | Socorro    | LINEAR          | —         | MPC                           |
| 75136      | 1999 VF79  | 4 nov 1999  | Socorro    | LINEAR          | —         | MPC                           |
| 75137      | 1999 VW79  | 4 nov 1999  | Socorro    | LINEAR          | —         | MPC                           |
| 75138      | 1999 VT80  | 4 nov 1999  | Socorro    | LINEAR          | —         | MPC                           |
| 75139      | 1999 VD83  | 1 nov 1999  | Kitt Peak  | Spacewatch      | —         | MPC                           |
| 75140      | 1999 VM83  | 2 nov 1999  | Kitt Peak  | Spacewatch      | —         | MPC                           |
| 75141      | 1999 VZ84  | 6 nov 1999  | Kitt Peak  | Spacewatch      | —         | MPC                           |
| 75142      | 1999 VR87  | 5 nov 1999  | Socorro    | LINEAR          | —         | MPC                           |
| 75143      | 1999 VF90  | 5 nov 1999  | Socorro    | LINEAR          | —         | MPC                           |
| 75144      | 1999 VO91  | 5 nov 1999  | Socorro    | LINEAR          | —         | MPC                           |
| 75145      | 1999 VJ93  | 9 nov 1999  | Socorro    | LINEAR          | —         | MPC                           |
| 75146      | 1999 VE94  | 9 nov 1999  | Socorro    | LINEAR          | —         | MPC                           |
| 75147      | 1999 VD95  | 9 nov 1999  | Socorro    | LINEAR          | —         | MPC                           |
| 75148      | 1999 VN95  | 9 nov 1999  | Socorro    | LINEAR          | —         | MPC                           |
| 75149      | 1999 VM96  | 9 nov 1999  | Socorro    | LINEAR          | —         | MPC                           |
| 75150      | 1999 VU98  | 9 nov 1999  | Socorro    | LINEAR          | —         | MPC                           |
| 75151      | 1999 VY100 | 9 nov 1999  | Socorro    | LINEAR          | Mitidika  | MPC                           |
| 75152      | 1999 VP105 | 9 nov 1999  | Socorro    | LINEAR          | —         | MPC                           |
| 75153      | 1999 VT106 | 9 nov 1999  | Socorro    | LINEAR          | —         | MPC                           |
| 75154      | 1999 VU108 | 9 nov 1999  | Socorro    | LINEAR          | —         | MPC                           |
| 75155      | 1999 VX108 | 9 nov 1999  | Socorro    | LINEAR          | Mitidika  | MPC                           |
| 75156      | 1999 VN109 | 9 nov 1999  | Socorro    | LINEAR          | —         | MPC                           |
| 75157      | 1999 VP109 | 9 nov 1999  | Socorro    | LINEAR          | Mitidika  | MPC                           |
| 75158      | 1999 VU111 | 9 nov 1999  | Socorro    | LINEAR          | —         | MPC                           |
| 75159      | 1999 VZ112 | 9 nov 1999  | Socorro    | LINEAR          | —         | MPC                           |
| 75160      | 1999 VX113 | 9 nov 1999  | Catalina   | CSS             | —         | MPC                           |
| 75161      | 1999 VH115 | 9 nov 1999  | Catalina   | CSS             | Phocaea   | MPC                           |
| 75162      | 1999 VK116 | 4 nov 1999  | Kitt Peak  | Spacewatch      | —         | MPC                           |
| 75163      | 1999 VG119 | 3 nov 1999  | Kitt Peak  | Spacewatch      | —         | MPC                           |
| 75164      | 1999 VN119 | 3 nov 1999  | Kitt Peak  | Spacewatch      | —         | MPC                           |
| 75165      | 1999 VQ121 | 4 nov 1999  | Kitt Peak  | Spacewatch      | —         | MPC                           |
| 75166      | 1999 VH124 | 6 nov 1999  | Kitt Peak  | Spacewatch      | —         | MPC                           |
| 75167      | 1999 VF128 | 9 nov 1999  | Kitt Peak  | Spacewatch      | —         | MPC                           |
| 75168      | 1999 VF129 | 11 nov 1999 | Kitt Peak  | Spacewatch      | —         | MPC                           |
| 75169      | 1999 VR135 | 8 nov 1999  | Socorro    | LINEAR          | —         | MPC                           |
| 75170      | 1999 VC138 | 9 nov 1999  | Catalina   | CSS             | —         | MPC                           |
| 75171      | 1999 VB143 | 13 nov 1999 | Kitt Peak  | Spacewatch      | —         | MPC                           |
| 75172      | 1999 VT144 | 13 nov 1999 | Catalina   | CSS             | —         | MPC                           |
| 75173      | 1999 VA148 | 14 nov 1999 | Socorro    | LINEAR          | —         | MPC                           |
| 75174      | 1999 VX148 | 14 nov 1999 | Socorro    | LINEAR          | —         | MPC                           |
| 75175      | 1999 VF152 | 9 nov 1999  | Kitt Peak  | Spacewatch      | —         | MPC                           |
| 75176      | 1999 VV155 | 9 nov 1999  | Socorro    | LINEAR          | —         | MPC                           |
| 75177      | 1999 VY156 | 12 nov 1999 | Socorro    | LINEAR          | —         | MPC                           |
| 75178      | 1999 VQ157 | 14 nov 1999 | Socorro    | LINEAR          | —         | MPC                           |
| 75179      | 1999 VA158 | 14 nov 1999 | Socorro    | LINEAR          | —         | MPC                           |
| 75180      | 1999 VF158 | 14 nov 1999 | Socorro    | LINEAR          | —         | MPC                           |
| 75181      | 1999 VW158 | 14 nov 1999 | Socorro    | LINEAR          | —         | MPC                           |
| 75182      | 1999 VC159 | 14 nov 1999 | Socorro    | LINEAR          | —         | MPC                           |
| 75183      | 1999 VB160 | 14 nov 1999 | Socorro    | LINEAR          | Mitidika  | MPC                           |
| 75184      | 1999 VF160 | 14 nov 1999 | Socorro    | LINEAR          | —         | MPC                           |
| 75185      | 1999 VQ160 | 14 nov 1999 | Socorro    | LINEAR          | —         | MPC                           |
| 75186      | 1999 VX160 | 14 nov 1999 | Socorro    | LINEAR          | —         | MPC                           |
| 75187      | 1999 VU161 | 14 nov 1999 | Socorro    | LINEAR          | —         | MPC                           |
| 75188      | 1999 VB162 | 14 nov 1999 | Socorro    | LINEAR          | —         | MPC                           |
| 75189      | 1999 VQ168 | 14 nov 1999 | Socorro    | LINEAR          | —         | MPC                           |
| 75190      | 1999 VD169 | 14 nov 1999 | Socorro    | LINEAR          | Mitidika  | MPC                           |
| 75191      | 1999 VE170 | 14 nov 1999 | Socorro    | LINEAR          | —         | MPC                           |
| 75192      | 1999 VG171 | 14 nov 1999 | Socorro    | LINEAR          | —         | MPC                           |
| 75193      | 1999 VN171 | 14 nov 1999 | Socorro    | LINEAR          | —         | MPC                           |
| 75194      | 1999 VQ171 | 14 nov 1999 | Socorro    | LINEAR          | —         | MPC                           |
| 75195      | 1999 VJ173 | 15 nov 1999 | Socorro    | LINEAR          | —         | MPC                           |
| 75196      | 1999 VK173 | 15 nov 1999 | Socorro    | LINEAR          | —         | MPC                           |
| 75197      | 1999 VQ173 | 15 nov 1999 | Socorro    | LINEAR          | —         | MPC                           |
| 75198      | 1999 VR173 | 15 nov 1999 | Socorro    | LINEAR          | Mitidika  | MPC                           |
| 75199      | 1999 VK176 | 4 nov 1999  | Socorro    | LINEAR          | —         | MPC                           |
| 75200      | 1999 VG177 | 5 nov 1999  | Socorro    | LINEAR          | —         | MPC                           |

## 75201–75300
| Designação          | Designação | Descoberta  | Descoberta          | Descobridor(es)       | Categoria | Mais informações / Referência |
| Permanente          | Provisória | Data        | Local               | Descobridor(es)       | Categoria | Mais informações / Referência |
| ------------------- | ---------- | ----------- | ------------------- | --------------------- | --------- | ----------------------------- |
| 75201               | 1999 VC178 | 6 nov 1999  | Socorro             | LINEAR                | —         | MPC                           |
| 75202               | 1999 VV178 | 6 nov 1999  | Socorro             | LINEAR                | —         | MPC                           |
| 75203               | 1999 VL183 | 12 nov 1999 | Socorro             | LINEAR                | —         | MPC                           |
| 75204               | 1999 VC184 | 15 nov 1999 | Socorro             | LINEAR                | —         | MPC                           |
| 75205               | 1999 VQ184 | 15 nov 1999 | Socorro             | LINEAR                | —         | MPC                           |
| 75206               | 1999 VY184 | 15 nov 1999 | Socorro             | LINEAR                | —         | MPC                           |
| 75207               | 1999 VR188 | 15 nov 1999 | Socorro             | LINEAR                | —         | MPC                           |
| 75208               | 1999 VE191 | 9 nov 1999  | Socorro             | LINEAR                | —         | MPC                           |
| 75209               | 1999 VM192 | 1 nov 1999  | Anderson Mesa       | LONEOS                | —         | MPC                           |
| 75210               | 1999 VP192 | 1 nov 1999  | Anderson Mesa       | LONEOS                | —         | MPC                           |
| 75211               | 1999 VD193 | 1 nov 1999  | Anderson Mesa       | LONEOS                | —         | MPC                           |
| 75212               | 1999 VK201 | 3 nov 1999  | Socorro             | LINEAR                | —         | MPC                           |
| 75213               | 1999 VD202 | 4 nov 1999  | Socorro             | LINEAR                | —         | MPC                           |
| 75214               | 1999 VF202 | 4 nov 1999  | Socorro             | LINEAR                | —         | MPC                           |
| 75215               | 1999 VG212 | 12 nov 1999 | Socorro             | LINEAR                | —         | MPC                           |
| 75216               | 1999 VV213 | 14 nov 1999 | Socorro             | LINEAR                | —         | MPC                           |
| 75217               | 1999 VJ215 | 3 nov 1999  | Socorro             | LINEAR                | —         | MPC                           |
| 75218               | 1999 VL216 | 3 nov 1999  | Socorro             | LINEAR                | —         | MPC                           |
| 75219               | 1999 VV219 | 5 nov 1999  | Socorro             | LINEAR                | —         | MPC                           |
| 75220               | 1999 VL220 | 3 nov 1999  | Socorro             | LINEAR                | —         | MPC                           |
| 75221               | 1999 VN222 | 4 nov 1999  | Kitt Peak           | Spacewatch            | —         | MPC                           |
| 75222               | 1999 VO223 | 5 nov 1999  | Socorro             | LINEAR                | —         | MPC                           |
| 75223 Wupatki       | 1999 WP1   | 28 nov 1999 | Kleť                | M. Tichý, J. Tichá    | —         | MPC                           |
| 75224               | 1999 WC3   | 27 nov 1999 | Višnjan Observatory | K. Korlević           | —         | MPC                           |
| 75225 Corradoaugias | 1999 WD3   | 27 nov 1999 | Colleverde          | V. S. Casulli         | —         | MPC                           |
| 75226               | 1999 WF3   | 19 nov 1999 | Kvistaberg          | UDAS                  | —         | MPC                           |
| 75227               | 1999 WT3   | 28 nov 1999 | Oizumi              | T. Kobayashi          | —         | MPC                           |
| 75228               | 1999 WB4   | 28 nov 1999 | Oizumi              | T. Kobayashi          | —         | MPC                           |
| 75229               | 1999 WV4   | 28 nov 1999 | Oizumi              | T. Kobayashi          | —         | MPC                           |
| 75230               | 1999 WX4   | 28 nov 1999 | Oizumi              | T. Kobayashi          | —         | MPC                           |
| 75231               | 1999 WZ4   | 28 nov 1999 | Oizumi              | T. Kobayashi          | —         | MPC                           |
| 75232               | 1999 WK6   | 28 nov 1999 | Višnjan Observatory | K. Korlević           | —         | MPC                           |
| 75233               | 1999 WE7   | 28 nov 1999 | Višnjan Observatory | K. Korlević           | —         | MPC                           |
| 75234               | 1999 WO7   | 28 nov 1999 | Višnjan Observatory | K. Korlević           | —         | MPC                           |
| 75235               | 1999 WX7   | 29 nov 1999 | Višnjan Observatory | K. Korlević           | —         | MPC                           |
| 75236               | 1999 WB8   | 28 nov 1999 | Kvistaberg          | UDAS                  | —         | MPC                           |
| 75237               | 1999 WK8   | 29 nov 1999 | Oohira              | T. Urata              | —         | MPC                           |
| 75238               | 1999 WC9   | 29 nov 1999 | San Marcello        | A. Boattini, L. Tesi  | —         | MPC                           |
| 75239               | 1999 WZ9   | 30 nov 1999 | Oizumi              | T. Kobayashi          | —         | MPC                           |
| 75240               | 1999 WH11  | 30 nov 1999 | Kitt Peak           | Spacewatch            | —         | MPC                           |
| 75241               | 1999 WL11  | 29 nov 1999 | Nachi-Katsuura      | H. Shiozawa, T. Urata | —         | MPC                           |
| 75242               | 1999 WP11  | 29 nov 1999 | Nachi-Katsuura      | H. Shiozawa, T. Urata | —         | MPC                           |
| 75243               | 1999 WV11  | 28 nov 1999 | Kitt Peak           | Spacewatch            | —         | MPC                           |
| 75244               | 1999 WO12  | 29 nov 1999 | Kitt Peak           | Spacewatch            | —         | MPC                           |
| 75245               | 1999 WH18  | 29 nov 1999 | Višnjan Observatory | K. Korlević           | —         | MPC                           |
| 75246               | 1999 WJ19  | 30 nov 1999 | Kitt Peak           | Spacewatch            | —         | MPC                           |
| 75247               | 1999 XJ    | 1 dez 1999  | Prescott            | P. G. Comba           | —         | MPC                           |
| 75248               | 1999 XX    | 2 dez 1999  | Oizumi              | T. Kobayashi          | —         | MPC                           |
| 75249               | 1999 XU1   | 3 dez 1999  | Baton Rouge         | W. R. Cooney Jr.      | —         | MPC                           |
| 75250               | 1999 XH3   | 4 dez 1999  | Catalina            | CSS                   | —         | MPC                           |
| 75251               | 1999 XN3   | 4 dez 1999  | Catalina            | CSS                   | —         | MPC                           |
| 75252               | 1999 XS3   | 4 dez 1999  | Catalina            | CSS                   | —         | MPC                           |
| 75253               | 1999 XY3   | 4 dez 1999  | Catalina            | CSS                   | —         | MPC                           |
| 75254               | 1999 XC4   | 4 dez 1999  | Catalina            | CSS                   | —         | MPC                           |
| 75255               | 1999 XD6   | 4 dez 1999  | Catalina            | CSS                   | —         | MPC                           |
| 75256               | 1999 XW6   | 4 dez 1999  | Catalina            | CSS                   | —         | MPC                           |
| 75257               | 1999 XX6   | 4 dez 1999  | Catalina            | CSS                   | —         | MPC                           |
| 75258               | 1999 XE8   | 3 dez 1999  | Oizumi              | T. Kobayashi          | —         | MPC                           |
| 75259               | 1999 XG9   | 2 dez 1999  | Kitt Peak           | Spacewatch            | —         | MPC                           |
| 75260               | 1999 XO10  | 5 dez 1999  | Catalina            | CSS                   | —         | MPC                           |
| 75261               | 1999 XB11  | 5 dez 1999  | Catalina            | CSS                   | —         | MPC                           |
| 75262               | 1999 XF11  | 5 dez 1999  | Catalina            | CSS                   | —         | MPC                           |
| 75263               | 1999 XO11  | 5 dez 1999  | Catalina            | CSS                   | —         | MPC                           |
| 75264               | 1999 XG12  | 5 dez 1999  | Socorro             | LINEAR                | —         | MPC                           |
| 75265               | 1999 XE13  | 5 dez 1999  | Socorro             | LINEAR                | —         | MPC                           |
| 75266               | 1999 XG13  | 5 dez 1999  | Socorro             | LINEAR                | —         | MPC                           |
| 75267               | 1999 XJ13  | 5 dez 1999  | Socorro             | LINEAR                | —         | MPC                           |
| 75268               | 1999 XN15  | 5 dez 1999  | Višnjan Observatory | K. Korlević           | —         | MPC                           |
| 75269               | 1999 XU15  | 6 dez 1999  | Višnjan Observatory | K. Korlević           | —         | MPC                           |
| 75270               | 1999 XB16  | 7 dez 1999  | Catalina            | CSS                   | —         | MPC                           |
| 75271               | 1999 XE16  | 7 dez 1999  | Prescott            | P. G. Comba           | —         | MPC                           |
| 75272               | 1999 XG16  | 7 dez 1999  | Socorro             | LINEAR                | —         | MPC                           |
| 75273               | 1999 XC18  | 3 dez 1999  | Socorro             | LINEAR                | —         | MPC                           |
| 75274               | 1999 XK18  | 3 dez 1999  | Socorro             | LINEAR                | —         | MPC                           |
| 75275               | 1999 XG19  | 3 dez 1999  | Socorro             | LINEAR                | —         | MPC                           |
| 75276               | 1999 XK19  | 3 dez 1999  | Socorro             | LINEAR                | Chloris   | MPC                           |
| 75277               | 1999 XN19  | 5 dez 1999  | Socorro             | LINEAR                | —         | MPC                           |
| 75278               | 1999 XQ19  | 5 dez 1999  | Socorro             | LINEAR                | —         | MPC                           |
| 75279               | 1999 XX19  | 5 dez 1999  | Socorro             | LINEAR                | —         | MPC                           |
| 75280               | 1999 XZ20  | 5 dez 1999  | Socorro             | LINEAR                | —         | MPC                           |
| 75281               | 1999 XF22  | 5 dez 1999  | Socorro             | LINEAR                | —         | MPC                           |
| 75282               | 1999 XG22  | 6 dez 1999  | Socorro             | LINEAR                | —         | MPC                           |
| 75283               | 1999 XH23  | 6 dez 1999  | Socorro             | LINEAR                | —         | MPC                           |
| 75284               | 1999 XV24  | 6 dez 1999  | Socorro             | LINEAR                | —         | MPC                           |
| 75285               | 1999 XY24  | 6 dez 1999  | Socorro             | LINEAR                | —         | MPC                           |
| 75286               | 1999 XZ24  | 6 dez 1999  | Socorro             | LINEAR                | —         | MPC                           |
| 75287               | 1999 XD25  | 6 dez 1999  | Socorro             | LINEAR                | —         | MPC                           |
| 75288               | 1999 XL26  | 6 dez 1999  | Socorro             | LINEAR                | —         | MPC                           |
| 75289               | 1999 XM26  | 6 dez 1999  | Socorro             | LINEAR                | —         | MPC                           |
| 75290               | 1999 XY27  | 6 dez 1999  | Socorro             | LINEAR                | —         | MPC                           |
| 75291               | 1999 XD28  | 6 dez 1999  | Socorro             | LINEAR                | —         | MPC                           |
| 75292               | 1999 XE28  | 6 dez 1999  | Socorro             | LINEAR                | —         | MPC                           |
| 75293               | 1999 XQ28  | 6 dez 1999  | Socorro             | LINEAR                | —         | MPC                           |
| 75294               | 1999 XU28  | 6 dez 1999  | Socorro             | LINEAR                | —         | MPC                           |
| 75295               | 1999 XH30  | 6 dez 1999  | Socorro             | LINEAR                | —         | MPC                           |
| 75296               | 1999 XS30  | 6 dez 1999  | Socorro             | LINEAR                | —         | MPC                           |
| 75297               | 1999 XY32  | 6 dez 1999  | Socorro             | LINEAR                | —         | MPC                           |
| 75298               | 1999 XF33  | 6 dez 1999  | Socorro             | LINEAR                | —         | MPC                           |
| 75299               | 1999 XM33  | 6 dez 1999  | Socorro             | LINEAR                | —         | MPC                           |
| 75300               | 1999 XJ34  | 6 dez 1999  | Socorro             | LINEAR                | —         | MPC                           |

## 75301–75400
| Designação  | Designação | Descoberta | Descoberta     | Descobridor(es)      | Categoria | Mais informações / Referência |
| Permanente  | Provisória | Data       | Local          | Descobridor(es)      | Categoria | Mais informações / Referência |
| ----------- | ---------- | ---------- | -------------- | -------------------- | --------- | ----------------------------- |
| 75301       | 1999 XN34  | 6 dez 1999 | Socorro        | LINEAR               | —         | MPC                           |
| 75302       | 1999 XV34  | 6 dez 1999 | Socorro        | LINEAR               | —         | MPC                           |
| 75303       | 1999 XQ35  | 6 dez 1999 | Catalina       | CSS                  | —         | MPC                           |
| 75304       | 1999 XT36  | 7 dez 1999 | Fountain Hills | C. W. Juels          | —         | MPC                           |
| 75305       | 1999 XV36  | 7 dez 1999 | Fountain Hills | C. W. Juels          | —         | MPC                           |
| 75306       | 1999 XZ36  | 7 dez 1999 | Oaxaca         | J. M. Roe            | —         | MPC                           |
| 75307       | 1999 XM37  | 7 dez 1999 | Fountain Hills | C. W. Juels          | —         | MPC                           |
| 75308 Shoin | 1999 XY37  | 7 dez 1999 | Kuma Kogen     | A. Nakamura          | —         | MPC                           |
| 75309       | 1999 XE38  | 3 dez 1999 | Nachi-Katsuura | Y. Shimizu, T. Urata | —         | MPC                           |
| 75310       | 1999 XA39  | 5 dez 1999 | Socorro        | LINEAR               | —         | MPC                           |
| 75311       | 1999 XC39  | 6 dez 1999 | Socorro        | LINEAR               | —         | MPC                           |
| 75312       | 1999 XT40  | 7 dez 1999 | Socorro        | LINEAR               | —         | MPC                           |
| 75313       | 1999 XL41  | 7 dez 1999 | Socorro        | LINEAR               | —         | MPC                           |
| 75314       | 1999 XG42  | 7 dez 1999 | Socorro        | LINEAR               | —         | MPC                           |
| 75315       | 1999 XK42  | 7 dez 1999 | Socorro        | LINEAR               | —         | MPC                           |
| 75316       | 1999 XM42  | 7 dez 1999 | Socorro        | LINEAR               | —         | MPC                           |
| 75317       | 1999 XO43  | 7 dez 1999 | Socorro        | LINEAR               | —         | MPC                           |
| 75318       | 1999 XN44  | 7 dez 1999 | Socorro        | LINEAR               | —         | MPC                           |
| 75319       | 1999 XU44  | 7 dez 1999 | Socorro        | LINEAR               | —         | MPC                           |
| 75320       | 1999 XV45  | 7 dez 1999 | Socorro        | LINEAR               | —         | MPC                           |
| 75321       | 1999 XY45  | 7 dez 1999 | Socorro        | LINEAR               | —         | MPC                           |
| 75322       | 1999 XF47  | 7 dez 1999 | Socorro        | LINEAR               | —         | MPC                           |
| 75323       | 1999 XY47  | 7 dez 1999 | Socorro        | LINEAR               | —         | MPC                           |
| 75324       | 1999 XV48  | 7 dez 1999 | Socorro        | LINEAR               | —         | MPC                           |
| 75325       | 1999 XX48  | 7 dez 1999 | Socorro        | LINEAR               | —         | MPC                           |
| 75326       | 1999 XZ50  | 7 dez 1999 | Socorro        | LINEAR               | —         | MPC                           |
| 75327       | 1999 XV52  | 7 dez 1999 | Socorro        | LINEAR               | Mitidika  | MPC                           |
| 75328       | 1999 XZ52  | 7 dez 1999 | Socorro        | LINEAR               | —         | MPC                           |
| 75329       | 1999 XE53  | 7 dez 1999 | Socorro        | LINEAR               | —         | MPC                           |
| 75330       | 1999 XF53  | 7 dez 1999 | Socorro        | LINEAR               | —         | MPC                           |
| 75331       | 1999 XL53  | 7 dez 1999 | Socorro        | LINEAR               | —         | MPC                           |
| 75332       | 1999 XN53  | 7 dez 1999 | Socorro        | LINEAR               | Phocaea   | MPC                           |
| 75333       | 1999 XO54  | 7 dez 1999 | Socorro        | LINEAR               | —         | MPC                           |
| 75334       | 1999 XS54  | 7 dez 1999 | Socorro        | LINEAR               | —         | MPC                           |
| 75335       | 1999 XP55  | 7 dez 1999 | Socorro        | LINEAR               | —         | MPC                           |
| 75336       | 1999 XE57  | 7 dez 1999 | Socorro        | LINEAR               | —         | MPC                           |
| 75337       | 1999 XA58  | 7 dez 1999 | Socorro        | LINEAR               | —         | MPC                           |
| 75338       | 1999 XX59  | 7 dez 1999 | Socorro        | LINEAR               | —         | MPC                           |
| 75339       | 1999 XN60  | 7 dez 1999 | Socorro        | LINEAR               | —         | MPC                           |
| 75340       | 1999 XP60  | 7 dez 1999 | Socorro        | LINEAR               | —         | MPC                           |
| 75341       | 1999 XQ60  | 7 dez 1999 | Socorro        | LINEAR               | —         | MPC                           |
| 75342       | 1999 XW60  | 7 dez 1999 | Socorro        | LINEAR               | —         | MPC                           |
| 75343       | 1999 XK61  | 7 dez 1999 | Socorro        | LINEAR               | —         | MPC                           |
| 75344       | 1999 XS61  | 7 dez 1999 | Socorro        | LINEAR               | —         | MPC                           |
| 75345       | 1999 XZ61  | 7 dez 1999 | Socorro        | LINEAR               | —         | MPC                           |
| 75346       | 1999 XE62  | 7 dez 1999 | Socorro        | LINEAR               | Mitidika  | MPC                           |
| 75347       | 1999 XO62  | 7 dez 1999 | Socorro        | LINEAR               | —         | MPC                           |
| 75348       | 1999 XF64  | 7 dez 1999 | Socorro        | LINEAR               | —         | MPC                           |
| 75349       | 1999 XB65  | 7 dez 1999 | Socorro        | LINEAR               | —         | MPC                           |
| 75350       | 1999 XY65  | 7 dez 1999 | Socorro        | LINEAR               | —         | MPC                           |
| 75351       | 1999 XY67  | 7 dez 1999 | Socorro        | LINEAR               | —         | MPC                           |
| 75352       | 1999 XH68  | 7 dez 1999 | Socorro        | LINEAR               | —         | MPC                           |
| 75353       | 1999 XL69  | 7 dez 1999 | Socorro        | LINEAR               | Chloris   | MPC                           |
| 75354       | 1999 XS69  | 7 dez 1999 | Socorro        | LINEAR               | —         | MPC                           |
| 75355       | 1999 XP70  | 7 dez 1999 | Socorro        | LINEAR               | Mitidika  | MPC                           |
| 75356       | 1999 XA71  | 7 dez 1999 | Socorro        | LINEAR               | —         | MPC                           |
| 75357       | 1999 XL71  | 7 dez 1999 | Socorro        | LINEAR               | —         | MPC                           |
| 75358       | 1999 XT71  | 7 dez 1999 | Socorro        | LINEAR               | —         | MPC                           |
| 75359       | 1999 XA72  | 7 dez 1999 | Socorro        | LINEAR               | —         | MPC                           |
| 75360       | 1999 XO72  | 7 dez 1999 | Socorro        | LINEAR               | —         | MPC                           |
| 75361       | 1999 XQ72  | 7 dez 1999 | Socorro        | LINEAR               | —         | MPC                           |
| 75362       | 1999 XQ73  | 7 dez 1999 | Socorro        | LINEAR               | —         | MPC                           |
| 75363       | 1999 XK74  | 7 dez 1999 | Socorro        | LINEAR               | —         | MPC                           |
| 75364       | 1999 XZ74  | 7 dez 1999 | Socorro        | LINEAR               | —         | MPC                           |
| 75365       | 1999 XP75  | 7 dez 1999 | Socorro        | LINEAR               | —         | MPC                           |
| 75366       | 1999 XS82  | 7 dez 1999 | Socorro        | LINEAR               | Phocaea   | MPC                           |
| 75367       | 1999 XV82  | 7 dez 1999 | Socorro        | LINEAR               | —         | MPC                           |
| 75368       | 1999 XW82  | 7 dez 1999 | Socorro        | LINEAR               | —         | MPC                           |
| 75369       | 1999 XZ82  | 7 dez 1999 | Socorro        | LINEAR               | —         | MPC                           |
| 75370       | 1999 XM83  | 7 dez 1999 | Socorro        | LINEAR               | Pallas    | MPC                           |
| 75371       | 1999 XU83  | 7 dez 1999 | Socorro        | LINEAR               | Chloris   | MPC                           |
| 75372       | 1999 XX83  | 7 dez 1999 | Socorro        | LINEAR               | —         | MPC                           |
| 75373       | 1999 XY83  | 7 dez 1999 | Socorro        | LINEAR               | —         | MPC                           |
| 75374       | 1999 XG84  | 7 dez 1999 | Socorro        | LINEAR               | —         | MPC                           |
| 75375       | 1999 XJ84  | 7 dez 1999 | Socorro        | LINEAR               | —         | MPC                           |
| 75376       | 1999 XX84  | 7 dez 1999 | Socorro        | LINEAR               | —         | MPC                           |
| 75377       | 1999 XP85  | 7 dez 1999 | Socorro        | LINEAR               | —         | MPC                           |
| 75378       | 1999 XQ85  | 7 dez 1999 | Socorro        | LINEAR               | —         | MPC                           |
| 75379       | 1999 XF87  | 7 dez 1999 | Socorro        | LINEAR               | —         | MPC                           |
| 75380       | 1999 XK87  | 7 dez 1999 | Socorro        | LINEAR               | —         | MPC                           |
| 75381       | 1999 XM89  | 7 dez 1999 | Socorro        | LINEAR               | —         | MPC                           |
| 75382       | 1999 XP89  | 7 dez 1999 | Socorro        | LINEAR               | —         | MPC                           |
| 75383       | 1999 XB91  | 7 dez 1999 | Socorro        | LINEAR               | —         | MPC                           |
| 75384       | 1999 XS91  | 7 dez 1999 | Socorro        | LINEAR               | Phocaea   | MPC                           |
| 75385       | 1999 XX92  | 7 dez 1999 | Socorro        | LINEAR               | —         | MPC                           |
| 75386       | 1999 XZ92  | 7 dez 1999 | Socorro        | LINEAR               | Phocaea   | MPC                           |
| 75387       | 1999 XK93  | 7 dez 1999 | Socorro        | LINEAR               | —         | MPC                           |
| 75388       | 1999 XS93  | 7 dez 1999 | Socorro        | LINEAR               | —         | MPC                           |
| 75389       | 1999 XU94  | 7 dez 1999 | Socorro        | LINEAR               | —         | MPC                           |
| 75390       | 1999 XN95  | 7 dez 1999 | Oizumi         | T. Kobayashi         | —         | MPC                           |
| 75391       | 1999 XF96  | 7 dez 1999 | Socorro        | LINEAR               | —         | MPC                           |
| 75392       | 1999 XD97  | 7 dez 1999 | Socorro        | LINEAR               | —         | MPC                           |
| 75393       | 1999 XS97  | 7 dez 1999 | Socorro        | LINEAR               | —         | MPC                           |
| 75394       | 1999 XE98  | 7 dez 1999 | Socorro        | LINEAR               | —         | MPC                           |
| 75395       | 1999 XJ98  | 7 dez 1999 | Socorro        | LINEAR               | —         | MPC                           |
| 75396       | 1999 XU98  | 7 dez 1999 | Socorro        | LINEAR               | —         | MPC                           |
| 75397       | 1999 XY98  | 7 dez 1999 | Socorro        | LINEAR               | —         | MPC                           |
| 75398       | 1999 XZ98  | 7 dez 1999 | Socorro        | LINEAR               | —         | MPC                           |
| 75399       | 1999 XB99  | 7 dez 1999 | Socorro        | LINEAR               | —         | MPC                           |
| 75400       | 1999 XQ100 | 7 dez 1999 | Socorro        | LINEAR               | —         | MPC                           |

## 75401–75500
| Designação | Designação | Descoberta  | Descoberta     | Descobridor(es) | Categoria | Mais informações / Referência |
| Permanente | Provisória | Data        | Local          | Descobridor(es) | Categoria | Mais informações / Referência |
| ---------- | ---------- | ----------- | -------------- | --------------- | --------- | ----------------------------- |
| 75401      | 1999 XV100 | 7 dez 1999  | Socorro        | LINEAR          | —         | MPC                           |
| 75402      | 1999 XF101 | 7 dez 1999  | Socorro        | LINEAR          | —         | MPC                           |
| 75403      | 1999 XH102 | 7 dez 1999  | Socorro        | LINEAR          | —         | MPC                           |
| 75404      | 1999 XM102 | 7 dez 1999  | Socorro        | LINEAR          | —         | MPC                           |
| 75405      | 1999 XQ103 | 7 dez 1999  | Socorro        | LINEAR          | —         | MPC                           |
| 75406      | 1999 XR103 | 7 dez 1999  | Socorro        | LINEAR          | Mitidika  | MPC                           |
| 75407      | 1999 XU103 | 7 dez 1999  | Socorro        | LINEAR          | —         | MPC                           |
| 75408      | 1999 XG104 | 7 dez 1999  | Socorro        | LINEAR          | —         | MPC                           |
| 75409      | 1999 XR104 | 9 dez 1999  | Fountain Hills | C. W. Juels     | —         | MPC                           |
| 75410      | 1999 XW104 | 10 dez 1999 | Oizumi         | T. Kobayashi    | —         | MPC                           |
| 75411      | 1999 XQ106 | 4 dez 1999  | Catalina       | CSS             | —         | MPC                           |
| 75412      | 1999 XJ108 | 4 dez 1999  | Catalina       | CSS             | —         | MPC                           |
| 75413      | 1999 XW110 | 5 dez 1999  | Catalina       | CSS             | —         | MPC                           |
| 75414      | 1999 XC112 | 7 dez 1999  | Socorro        | LINEAR          | Mitidika  | MPC                           |
| 75415      | 1999 XK115 | 4 dez 1999  | Catalina       | CSS             | —         | MPC                           |
| 75416      | 1999 XU115 | 5 dez 1999  | Catalina       | CSS             | —         | MPC                           |
| 75417      | 1999 XR116 | 5 dez 1999  | Catalina       | CSS             | —         | MPC                           |
| 75418      | 1999 XY116 | 5 dez 1999  | Catalina       | CSS             | —         | MPC                           |
| 75419      | 1999 XF117 | 5 dez 1999  | Catalina       | CSS             | —         | MPC                           |
| 75420      | 1999 XE118 | 5 dez 1999  | Catalina       | CSS             | —         | MPC                           |
| 75421      | 1999 XQ118 | 5 dez 1999  | Catalina       | CSS             | —         | MPC                           |
| 75422      | 1999 XH119 | 5 dez 1999  | Catalina       | CSS             | —         | MPC                           |
| 75423      | 1999 XO119 | 5 dez 1999  | Catalina       | CSS             | —         | MPC                           |
| 75424      | 1999 XL120 | 5 dez 1999  | Catalina       | CSS             | —         | MPC                           |
| 75425      | 1999 XG121 | 5 dez 1999  | Catalina       | CSS             | —         | MPC                           |
| 75426      | 1999 XJ123 | 7 dez 1999  | Catalina       | CSS             | —         | MPC                           |
| 75427      | 1999 XK123 | 7 dez 1999  | Catalina       | CSS             | —         | MPC                           |
| 75428      | 1999 XM123 | 7 dez 1999  | Catalina       | CSS             | —         | MPC                           |
| 75429      | 1999 XV124 | 7 dez 1999  | Catalina       | CSS             | —         | MPC                           |
| 75430      | 1999 XN125 | 7 dez 1999  | Catalina       | CSS             | —         | MPC                           |
| 75431      | 1999 XD126 | 7 dez 1999  | Catalina       | CSS             | —         | MPC                           |
| 75432      | 1999 XJ126 | 7 dez 1999  | Catalina       | CSS             | —         | MPC                           |
| 75433      | 1999 XK126 | 7 dez 1999  | Catalina       | CSS             | —         | MPC                           |
| 75434      | 1999 XT126 | 7 dez 1999  | Catalina       | CSS             | —         | MPC                           |
| 75435      | 1999 XX126 | 7 dez 1999  | Catalina       | CSS             | —         | MPC                           |
| 75436      | 1999 XY126 | 7 dez 1999  | Catalina       | CSS             | —         | MPC                           |
| 75437      | 1999 XN127 | 6 dez 1999  | Ondřejov       | P. Kušnirák     | —         | MPC                           |
| 75438      | 1999 XJ128 | 7 dez 1999  | Socorro        | LINEAR          | —         | MPC                           |
| 75439      | 1999 XN128 | 7 dez 1999  | Socorro        | LINEAR          | Mitidika  | MPC                           |
| 75440      | 1999 XQ128 | 7 dez 1999  | Socorro        | LINEAR          | —         | MPC                           |
| 75441      | 1999 XB129 | 12 dez 1999 | Socorro        | LINEAR          | —         | MPC                           |
| 75442      | 1999 XN129 | 12 dez 1999 | Socorro        | LINEAR          | —         | MPC                           |
| 75443      | 1999 XS129 | 12 dez 1999 | Socorro        | LINEAR          | —         | MPC                           |
| 75444      | 1999 XU131 | 12 dez 1999 | Socorro        | LINEAR          | —         | MPC                           |
| 75445      | 1999 XJ132 | 12 dez 1999 | Socorro        | LINEAR          | —         | MPC                           |
| 75446      | 1999 XV133 | 12 dez 1999 | Socorro        | LINEAR          | —         | MPC                           |
| 75447      | 1999 XJ135 | 6 dez 1999  | Socorro        | LINEAR          | —         | MPC                           |
| 75448      | 1999 XV135 | 8 dez 1999  | Socorro        | LINEAR          | Flora     | MPC                           |
| 75449      | 1999 XH137 | 15 dez 1999 | Prescott       | P. G. Comba     | Chimaera  | MPC                           |
| 75450      | 1999 XR137 | 10 dez 1999 | Uccle          | T. Pauwels      | —         | MPC                           |
| 75451      | 1999 XB139 | 5 dez 1999  | Kitt Peak      | Spacewatch      | —         | MPC                           |
| 75452      | 1999 XP142 | 12 dez 1999 | Socorro        | LINEAR          | —         | MPC                           |
| 75453      | 1999 XS142 | 13 dez 1999 | Socorro        | LINEAR          | —         | MPC                           |
| 75454      | 1999 XL144 | 15 dez 1999 | Fountain Hills | C. W. Juels     | —         | MPC                           |
| 75455      | 1999 XL145 | 7 dez 1999  | Kitt Peak      | Spacewatch      | —         | MPC                           |
| 75456      | 1999 XR145 | 7 dez 1999  | Kitt Peak      | Spacewatch      | —         | MPC                           |
| 75457      | 1999 XF146 | 7 dez 1999  | Kitt Peak      | Spacewatch      | —         | MPC                           |
| 75458      | 1999 XS147 | 7 dez 1999  | Kitt Peak      | Spacewatch      | —         | MPC                           |
| 75459      | 1999 XM151 | 7 dez 1999  | Kitt Peak      | Spacewatch      | —         | MPC                           |
| 75460      | 1999 XO152 | 13 dez 1999 | Anderson Mesa  | LONEOS          | —         | MPC                           |
| 75461      | 1999 XW155 | 8 dez 1999  | Socorro        | LINEAR          | —         | MPC                           |
| 75462      | 1999 XB156 | 8 dez 1999  | Socorro        | LINEAR          | Phocaea   | MPC                           |
| 75463      | 1999 XV157 | 8 dez 1999  | Socorro        | LINEAR          | —         | MPC                           |
| 75464      | 1999 XM159 | 8 dez 1999  | Socorro        | LINEAR          | —         | MPC                           |
| 75465      | 1999 XN159 | 8 dez 1999  | Socorro        | LINEAR          | —         | MPC                           |
| 75466      | 1999 XU159 | 8 dez 1999  | Socorro        | LINEAR          | —         | MPC                           |
| 75467      | 1999 XS160 | 9 dez 1999  | Catalina       | CSS             | —         | MPC                           |
| 75468      | 1999 XC161 | 12 dez 1999 | Socorro        | LINEAR          | —         | MPC                           |
| 75469      | 1999 XU162 | 8 dez 1999  | Kitt Peak      | Spacewatch      | —         | MPC                           |
| 75470      | 1999 XT164 | 8 dez 1999  | Socorro        | LINEAR          | —         | MPC                           |
| 75471      | 1999 XW164 | 8 dez 1999  | Socorro        | LINEAR          | —         | MPC                           |
| 75472      | 1999 XX164 | 8 dez 1999  | Socorro        | LINEAR          | —         | MPC                           |
| 75473      | 1999 XY164 | 8 dez 1999  | Socorro        | LINEAR          | —         | MPC                           |
| 75474      | 1999 XQ165 | 8 dez 1999  | Socorro        | LINEAR          | —         | MPC                           |
| 75475      | 1999 XC166 | 10 dez 1999 | Socorro        | LINEAR          | —         | MPC                           |
| 75476      | 1999 XS166 | 10 dez 1999 | Socorro        | LINEAR          | —         | MPC                           |
| 75477      | 1999 XC167 | 10 dez 1999 | Socorro        | LINEAR          | —         | MPC                           |
| 75478      | 1999 XG167 | 10 dez 1999 | Socorro        | LINEAR          | —         | MPC                           |
| 75479      | 1999 XH170 | 10 dez 1999 | Socorro        | LINEAR          | —         | MPC                           |
| 75480      | 1999 XZ171 | 10 dez 1999 | Socorro        | LINEAR          | —         | MPC                           |
| 75481      | 1999 XB172 | 10 dez 1999 | Socorro        | LINEAR          | —         | MPC                           |
| 75482      | 1999 XC173 | 10 dez 1999 | Socorro        | LINEAR          | —         | MPC                           |
| 75483      | 1999 XE173 | 10 dez 1999 | Socorro        | LINEAR          | —         | MPC                           |
| 75484      | 1999 XP173 | 10 dez 1999 | Socorro        | LINEAR          | —         | MPC                           |
| 75485      | 1999 XC174 | 10 dez 1999 | Socorro        | LINEAR          | —         | MPC                           |
| 75486      | 1999 XO174 | 10 dez 1999 | Socorro        | LINEAR          | —         | MPC                           |
| 75487      | 1999 XZ175 | 10 dez 1999 | Socorro        | LINEAR          | —         | MPC                           |
| 75488      | 1999 XT177 | 10 dez 1999 | Socorro        | LINEAR          | —         | MPC                           |
| 75489      | 1999 XO178 | 10 dez 1999 | Socorro        | LINEAR          | —         | MPC                           |
| 75490      | 1999 XQ178 | 10 dez 1999 | Socorro        | LINEAR          | Phocaea   | MPC                           |
| 75491      | 1999 XZ178 | 10 dez 1999 | Socorro        | LINEAR          | —         | MPC                           |
| 75492      | 1999 XK179 | 10 dez 1999 | Socorro        | LINEAR          | —         | MPC                           |
| 75493      | 1999 XG180 | 10 dez 1999 | Socorro        | LINEAR          | —         | MPC                           |
| 75494      | 1999 XH181 | 12 dez 1999 | Socorro        | LINEAR          | —         | MPC                           |
| 75495      | 1999 XM181 | 12 dez 1999 | Socorro        | LINEAR          | —         | MPC                           |
| 75496      | 1999 XD182 | 12 dez 1999 | Socorro        | LINEAR          | —         | MPC                           |
| 75497      | 1999 XW183 | 12 dez 1999 | Socorro        | LINEAR          | —         | MPC                           |
| 75498      | 1999 XA184 | 12 dez 1999 | Socorro        | LINEAR          | —         | MPC                           |
| 75499      | 1999 XP184 | 12 dez 1999 | Socorro        | LINEAR          | —         | MPC                           |
| 75500      | 1999 XQ184 | 12 dez 1999 | Socorro        | LINEAR          | —         | MPC                           |

## 75501–75600
| Designação       | Designação | Descoberta  | Descoberta          | Descobridor(es)       | Categoria | Mais informações / Referência |
| Permanente       | Provisória | Data        | Local               | Descobridor(es)       | Categoria | Mais informações / Referência |
| ---------------- | ---------- | ----------- | ------------------- | --------------------- | --------- | ----------------------------- |
| 75501            | 1999 XB185 | 12 dez 1999 | Socorro             | LINEAR                | —         | MPC                           |
| 75502            | 1999 XZ185 | 12 dez 1999 | Socorro             | LINEAR                | —         | MPC                           |
| 75503            | 1999 XX186 | 12 dez 1999 | Socorro             | LINEAR                | —         | MPC                           |
| 75504            | 1999 XK189 | 12 dez 1999 | Socorro             | LINEAR                | —         | MPC                           |
| 75505            | 1999 XC192 | 12 dez 1999 | Socorro             | LINEAR                | —         | MPC                           |
| 75506            | 1999 XW193 | 12 dez 1999 | Socorro             | LINEAR                | —         | MPC                           |
| 75507            | 1999 XO195 | 12 dez 1999 | Socorro             | LINEAR                | —         | MPC                           |
| 75508            | 1999 XV196 | 12 dez 1999 | Socorro             | LINEAR                | —         | MPC                           |
| 75509            | 1999 XL197 | 12 dez 1999 | Socorro             | LINEAR                | —         | MPC                           |
| 75510            | 1999 XO198 | 12 dez 1999 | Socorro             | LINEAR                | —         | MPC                           |
| 75511            | 1999 XS200 | 12 dez 1999 | Socorro             | LINEAR                | —         | MPC                           |
| 75512            | 1999 XW202 | 12 dez 1999 | Socorro             | LINEAR                | —         | MPC                           |
| 75513            | 1999 XY202 | 12 dez 1999 | Socorro             | LINEAR                | —         | MPC                           |
| 75514            | 1999 XD203 | 12 dez 1999 | Socorro             | LINEAR                | —         | MPC                           |
| 75515            | 1999 XM203 | 12 dez 1999 | Socorro             | LINEAR                | —         | MPC                           |
| 75516            | 1999 XV203 | 12 dez 1999 | Socorro             | LINEAR                | Phocaea   | MPC                           |
| 75517            | 1999 XY203 | 12 dez 1999 | Socorro             | LINEAR                | —         | MPC                           |
| 75518            | 1999 XE205 | 12 dez 1999 | Socorro             | LINEAR                | —         | MPC                           |
| 75519            | 1999 XM205 | 12 dez 1999 | Socorro             | LINEAR                | —         | MPC                           |
| 75520            | 1999 XN205 | 12 dez 1999 | Socorro             | LINEAR                | —         | MPC                           |
| 75521            | 1999 XO206 | 12 dez 1999 | Socorro             | LINEAR                | —         | MPC                           |
| 75522            | 1999 XW206 | 12 dez 1999 | Socorro             | LINEAR                | —         | MPC                           |
| 75523            | 1999 XX206 | 12 dez 1999 | Socorro             | LINEAR                | —         | MPC                           |
| 75524            | 1999 XA207 | 12 dez 1999 | Socorro             | LINEAR                | —         | MPC                           |
| 75525            | 1999 XQ209 | 13 dez 1999 | Socorro             | LINEAR                | —         | MPC                           |
| 75526            | 1999 XV211 | 13 dez 1999 | Socorro             | LINEAR                | Phocaea   | MPC                           |
| 75527            | 1999 XY213 | 14 dez 1999 | Socorro             | LINEAR                | —         | MPC                           |
| 75528            | 1999 XC214 | 14 dez 1999 | Socorro             | LINEAR                | Phocaea   | MPC                           |
| 75529            | 1999 XF215 | 14 dez 1999 | Socorro             | LINEAR                | —         | MPC                           |
| 75530            | 1999 XA218 | 13 dez 1999 | Kitt Peak           | Spacewatch            | —         | MPC                           |
| 75531            | 1999 XL218 | 13 dez 1999 | Kitt Peak           | Spacewatch            | —         | MPC                           |
| 75532            | 1999 XN220 | 13 dez 1999 | Socorro             | LINEAR                | —         | MPC                           |
| 75533            | 1999 XM226 | 14 dez 1999 | Kitt Peak           | Spacewatch            | —         | MPC                           |
| 75534            | 1999 XM227 | 15 dez 1999 | Kitt Peak           | Spacewatch            | —         | MPC                           |
| 75535            | 1999 XG228 | 14 dez 1999 | Kitt Peak           | Spacewatch            | —         | MPC                           |
| 75536            | 1999 XB230 | 7 dez 1999  | Anderson Mesa       | LONEOS                | —         | MPC                           |
| 75537            | 1999 XN230 | 7 dez 1999  | Anderson Mesa       | LONEOS                | —         | MPC                           |
| 75538            | 1999 XV230 | 7 dez 1999  | Catalina            | CSS                   | —         | MPC                           |
| 75539            | 1999 XY232 | 12 dez 1999 | Socorro             | LINEAR                | —         | MPC                           |
| 75540            | 1999 XJ233 | 3 dez 1999  | Anderson Mesa       | LONEOS                | —         | MPC                           |
| 75541            | 1999 XY234 | 3 dez 1999  | Anderson Mesa       | LONEOS                | —         | MPC                           |
| 75542            | 1999 XN237 | 5 dez 1999  | Catalina            | CSS                   | Mitidika  | MPC                           |
| 75543            | 1999 XY241 | 13 dez 1999 | Catalina            | CSS                   | —         | MPC                           |
| 75544            | 1999 XN248 | 6 dez 1999  | Socorro             | LINEAR                | —         | MPC                           |
| 75545            | 1999 XS251 | 9 dez 1999  | Kitt Peak           | Spacewatch            | —         | MPC                           |
| 75546            | 1999 XC256 | 6 dez 1999  | Socorro             | LINEAR                | —         | MPC                           |
| 75547            | 1999 XV257 | 7 dez 1999  | Socorro             | LINEAR                | —         | MPC                           |
| 75548            | 1999 XG259 | 8 dez 1999  | Socorro             | LINEAR                | —         | MPC                           |
| 75549            | 1999 XL260 | 8 dez 1999  | Socorro             | LINEAR                | —         | MPC                           |
| 75550            | 1999 YT1   | 16 dez 1999 | Socorro             | LINEAR                | —         | MPC                           |
| 75551            | 1999 YL4   | 27 dez 1999 | Farpoint            | G. Hug, G. Bell       | —         | MPC                           |
| 75552            | 1999 YO5   | 28 dez 1999 | Socorro             | LINEAR                | —         | MPC                           |
| 75553            | 1999 YQ6   | 30 dez 1999 | Socorro             | LINEAR                | Phocaea   | MPC                           |
| 75554            | 1999 YD12  | 27 dez 1999 | Kitt Peak           | Spacewatch            | —         | MPC                           |
| 75555 Wonaszek   | 1999 YW14  | 31 dez 1999 | Piszkéstető         | K. Sárneczky, L. Kiss | —         | MPC                           |
| 75556            | 1999 YT15  | 31 dez 1999 | Kitt Peak           | Spacewatch            | —         | MPC                           |
| 75557            | 1999 YK17  | 31 dez 1999 | Kitt Peak           | Spacewatch            | —         | MPC                           |
| 75558            | 1999 YE18  | 30 dez 1999 | Anderson Mesa       | LONEOS                | —         | MPC                           |
| 75559            | 1999 YJ18  | 18 dez 1999 | Socorro             | LINEAR                | —         | MPC                           |
| 75560            | 1999 YN22  | 31 dez 1999 | Anderson Mesa       | LONEOS                | —         | MPC                           |
| 75561            | 1999 YR22  | 31 dez 1999 | Anderson Mesa       | LONEOS                | —         | MPC                           |
| 75562 Wilkening  | 1999 YV22  | 31 dez 1999 | Catalina            | CSS                   | Phocaea   | MPC                           |
| 75563            | 1999 YA23  | 30 dez 1999 | Anderson Mesa       | LONEOS                | —         | MPC                           |
| 75564 Audubon    | 2000 AJ    | 2 jan 2000  | Fountain Hills      | C. W. Juels           | —         | MPC                           |
| 75565            | 2000 AY    | 2 jan 2000  | Kitt Peak           | Spacewatch            | —         | MPC                           |
| 75566            | 2000 AZ    | 2 jan 2000  | Kitt Peak           | Spacewatch            | —         | MPC                           |
| 75567            | 2000 AK1   | 2 jan 2000  | Socorro             | LINEAR                | —         | MPC                           |
| 75568            | 2000 AR1   | 2 jan 2000  | Višnjan Observatory | K. Korlević           | —         | MPC                           |
| 75569 IRSOL      | 2000 AD2   | 2 jan 2000  | Gnosca              | S. Sposetti           | —         | MPC                           |
| 75570 Jenőwigner | 2000 AP4   | 1 jan 2000  | Piszkéstető         | K. Sárneczky, L. Kiss | —         | MPC                           |
| 75571            | 2000 AT4   | 3 jan 2000  | Powell              | Powell Obs.           | —         | MPC                           |
| 75572            | 2000 AO6   | 4 jan 2000  | Prescott            | P. G. Comba           | —         | MPC                           |
| 75573            | 2000 AE8   | 2 jan 2000  | Socorro             | LINEAR                | —         | MPC                           |
| 75574            | 2000 AZ8   | 2 jan 2000  | Socorro             | LINEAR                | Phocaea   | MPC                           |
| 75575            | 2000 AQ9   | 2 jan 2000  | Socorro             | LINEAR                | —         | MPC                           |
| 75576            | 2000 AA10  | 3 jan 2000  | Socorro             | LINEAR                | —         | MPC                           |
| 75577            | 2000 AD11  | 3 jan 2000  | Socorro             | LINEAR                | —         | MPC                           |
| 75578            | 2000 AV11  | 3 jan 2000  | Socorro             | LINEAR                | —         | MPC                           |
| 75579            | 2000 AS12  | 3 jan 2000  | Socorro             | LINEAR                | Mitidika  | MPC                           |
| 75580            | 2000 AF13  | 3 jan 2000  | Socorro             | LINEAR                | —         | MPC                           |
| 75581            | 2000 AN13  | 3 jan 2000  | Socorro             | LINEAR                | —         | MPC                           |
| 75582            | 2000 AV13  | 3 jan 2000  | Socorro             | LINEAR                | —         | MPC                           |
| 75583            | 2000 AR14  | 3 jan 2000  | Socorro             | LINEAR                | —         | MPC                           |
| 75584            | 2000 AX14  | 3 jan 2000  | Socorro             | LINEAR                | —         | MPC                           |
| 75585            | 2000 AU15  | 3 jan 2000  | Socorro             | LINEAR                | —         | MPC                           |
| 75586            | 2000 AZ15  | 3 jan 2000  | Socorro             | LINEAR                | —         | MPC                           |
| 75587            | 2000 AK16  | 3 jan 2000  | Socorro             | LINEAR                | —         | MPC                           |
| 75588            | 2000 AQ16  | 3 jan 2000  | Socorro             | LINEAR                | —         | MPC                           |
| 75589            | 2000 AX16  | 3 jan 2000  | Socorro             | LINEAR                | —         | MPC                           |
| 75590            | 2000 AH17  | 3 jan 2000  | Socorro             | LINEAR                | —         | MPC                           |
| 75591            | 2000 AN18  | 3 jan 2000  | Socorro             | LINEAR                | —         | MPC                           |
| 75592            | 2000 AH19  | 3 jan 2000  | Socorro             | LINEAR                | Eos       | MPC                           |
| 75593            | 2000 AT19  | 3 jan 2000  | Socorro             | LINEAR                | —         | MPC                           |
| 75594            | 2000 AN21  | 3 jan 2000  | Socorro             | LINEAR                | —         | MPC                           |
| 75595            | 2000 AM22  | 3 jan 2000  | Socorro             | LINEAR                | —         | MPC                           |
| 75596            | 2000 AA23  | 3 jan 2000  | Socorro             | LINEAR                | —         | MPC                           |
| 75597            | 2000 AS23  | 3 jan 2000  | Socorro             | LINEAR                | —         | MPC                           |
| 75598            | 2000 AY23  | 3 jan 2000  | Socorro             | LINEAR                | —         | MPC                           |
| 75599            | 2000 AG24  | 3 jan 2000  | Socorro             | LINEAR                | —         | MPC                           |
| 75600            | 2000 AQ27  | 3 jan 2000  | Socorro             | LINEAR                | —         | MPC                           |

## 75601–75700
| Designação | Designação | Descoberta | Descoberta          | Descobridor(es) | Categoria | Mais informações / Referência |
| Permanente | Provisória | Data       | Local               | Descobridor(es) | Categoria | Mais informações / Referência |
| ---------- | ---------- | ---------- | ------------------- | --------------- | --------- | ----------------------------- |
| 75601      | 2000 AB28  | 3 jan 2000 | Socorro             | LINEAR          | —         | MPC                           |
| 75602      | 2000 AF28  | 3 jan 2000 | Socorro             | LINEAR          | Mitidika  | MPC                           |
| 75603      | 2000 AT28  | 3 jan 2000 | Socorro             | LINEAR          | —         | MPC                           |
| 75604      | 2000 AZ30  | 3 jan 2000 | Socorro             | LINEAR          | —         | MPC                           |
| 75605      | 2000 AA32  | 3 jan 2000 | Socorro             | LINEAR          | —         | MPC                           |
| 75606      | 2000 AL32  | 3 jan 2000 | Socorro             | LINEAR          | Phocaea   | MPC                           |
| 75607      | 2000 AD33  | 3 jan 2000 | Socorro             | LINEAR          | —         | MPC                           |
| 75608      | 2000 AC34  | 3 jan 2000 | Socorro             | LINEAR          | Phocaea   | MPC                           |
| 75609      | 2000 AF34  | 3 jan 2000 | Socorro             | LINEAR          | —         | MPC                           |
| 75610      | 2000 AU34  | 3 jan 2000 | Socorro             | LINEAR          | —         | MPC                           |
| 75611      | 2000 AB38  | 3 jan 2000 | Socorro             | LINEAR          | —         | MPC                           |
| 75612      | 2000 AE38  | 3 jan 2000 | Socorro             | LINEAR          | Phocaea   | MPC                           |
| 75613      | 2000 AJ39  | 3 jan 2000 | Socorro             | LINEAR          | —         | MPC                           |
| 75614      | 2000 AS40  | 3 jan 2000 | Socorro             | LINEAR          | Eos       | MPC                           |
| 75615      | 2000 AU40  | 3 jan 2000 | Socorro             | LINEAR          | —         | MPC                           |
| 75616      | 2000 AX40  | 3 jan 2000 | Socorro             | LINEAR          | —         | MPC                           |
| 75617      | 2000 AA41  | 3 jan 2000 | Socorro             | LINEAR          | —         | MPC                           |
| 75618      | 2000 AM42  | 3 jan 2000 | Socorro             | LINEAR          | —         | MPC                           |
| 75619      | 2000 AO42  | 4 jan 2000 | Socorro             | LINEAR          | —         | MPC                           |
| 75620      | 2000 AP42  | 4 jan 2000 | Socorro             | LINEAR          | —         | MPC                           |
| 75621      | 2000 AG43  | 5 jan 2000 | Socorro             | LINEAR          | —         | MPC                           |
| 75622      | 2000 AH46  | 3 jan 2000 | Socorro             | LINEAR          | —         | MPC                           |
| 75623      | 2000 AO47  | 4 jan 2000 | Socorro             | LINEAR          | —         | MPC                           |
| 75624      | 2000 AR47  | 4 jan 2000 | Socorro             | LINEAR          | —         | MPC                           |
| 75625      | 2000 AA48  | 4 jan 2000 | Socorro             | LINEAR          | —         | MPC                           |
| 75626      | 2000 AQ48  | 4 jan 2000 | Socorro             | LINEAR          | —         | MPC                           |
| 75627      | 2000 AT48  | 5 jan 2000 | Socorro             | LINEAR          | —         | MPC                           |
| 75628      | 2000 AU48  | 5 jan 2000 | Socorro             | LINEAR          | —         | MPC                           |
| 75629      | 2000 AK50  | 6 jan 2000 | Višnjan Observatory | K. Korlević     | —         | MPC                           |
| 75630      | 2000 AR51  | 4 jan 2000 | Socorro             | LINEAR          | —         | MPC                           |
| 75631      | 2000 AV51  | 4 jan 2000 | Socorro             | LINEAR          | —         | MPC                           |
| 75632      | 2000 AY51  | 4 jan 2000 | Socorro             | LINEAR          | —         | MPC                           |
| 75633      | 2000 AF52  | 4 jan 2000 | Socorro             | LINEAR          | —         | MPC                           |
| 75634      | 2000 AQ52  | 4 jan 2000 | Socorro             | LINEAR          | —         | MPC                           |
| 75635      | 2000 AY52  | 4 jan 2000 | Socorro             | LINEAR          | —         | MPC                           |
| 75636      | 2000 AE53  | 4 jan 2000 | Socorro             | LINEAR          | —         | MPC                           |
| 75637      | 2000 AQ53  | 4 jan 2000 | Socorro             | LINEAR          | —         | MPC                           |
| 75638      | 2000 AW53  | 4 jan 2000 | Socorro             | LINEAR          | —         | MPC                           |
| 75639      | 2000 AV54  | 4 jan 2000 | Socorro             | LINEAR          | —         | MPC                           |
| 75640      | 2000 AE55  | 4 jan 2000 | Socorro             | LINEAR          | Phocaea   | MPC                           |
| 75641      | 2000 AS55  | 4 jan 2000 | Socorro             | LINEAR          | —         | MPC                           |
| 75642      | 2000 AD56  | 4 jan 2000 | Socorro             | LINEAR          | —         | MPC                           |
| 75643      | 2000 AR57  | 4 jan 2000 | Socorro             | LINEAR          | —         | MPC                           |
| 75644      | 2000 AE58  | 4 jan 2000 | Socorro             | LINEAR          | —         | MPC                           |
| 75645      | 2000 AR58  | 4 jan 2000 | Socorro             | LINEAR          | —         | MPC                           |
| 75646      | 2000 AD59  | 4 jan 2000 | Socorro             | LINEAR          | —         | MPC                           |
| 75647      | 2000 AR59  | 4 jan 2000 | Socorro             | LINEAR          | —         | MPC                           |
| 75648      | 2000 AW59  | 4 jan 2000 | Socorro             | LINEAR          | —         | MPC                           |
| 75649      | 2000 AE62  | 4 jan 2000 | Socorro             | LINEAR          | —         | MPC                           |
| 75650      | 2000 AO63  | 4 jan 2000 | Socorro             | LINEAR          | —         | MPC                           |
| 75651      | 2000 AS63  | 4 jan 2000 | Socorro             | LINEAR          | —         | MPC                           |
| 75652      | 2000 AZ63  | 4 jan 2000 | Socorro             | LINEAR          | —         | MPC                           |
| 75653      | 2000 AG64  | 4 jan 2000 | Socorro             | LINEAR          | —         | MPC                           |
| 75654      | 2000 AV65  | 4 jan 2000 | Socorro             | LINEAR          | —         | MPC                           |
| 75655      | 2000 AT66  | 4 jan 2000 | Socorro             | LINEAR          | —         | MPC                           |
| 75656      | 2000 AS68  | 5 jan 2000 | Socorro             | LINEAR          | —         | MPC                           |
| 75657      | 2000 AW75  | 5 jan 2000 | Socorro             | LINEAR          | —         | MPC                           |
| 75658      | 2000 AE76  | 5 jan 2000 | Socorro             | LINEAR          | —         | MPC                           |
| 75659      | 2000 AP76  | 5 jan 2000 | Socorro             | LINEAR          | —         | MPC                           |
| 75660      | 2000 AG77  | 5 jan 2000 | Socorro             | LINEAR          | —         | MPC                           |
| 75661      | 2000 AB79  | 5 jan 2000 | Socorro             | LINEAR          | —         | MPC                           |
| 75662      | 2000 AG79  | 5 jan 2000 | Socorro             | LINEAR          | —         | MPC                           |
| 75663      | 2000 AB81  | 5 jan 2000 | Socorro             | LINEAR          | —         | MPC                           |
| 75664      | 2000 AX82  | 5 jan 2000 | Socorro             | LINEAR          | —         | MPC                           |
| 75665      | 2000 AY83  | 5 jan 2000 | Socorro             | LINEAR          | —         | MPC                           |
| 75666      | 2000 AG85  | 5 jan 2000 | Socorro             | LINEAR          | —         | MPC                           |
| 75667      | 2000 AM86  | 5 jan 2000 | Socorro             | LINEAR          | —         | MPC                           |
| 75668      | 2000 AW87  | 5 jan 2000 | Socorro             | LINEAR          | —         | MPC                           |
| 75669      | 2000 AH88  | 5 jan 2000 | Socorro             | LINEAR          | —         | MPC                           |
| 75670      | 2000 AN89  | 5 jan 2000 | Socorro             | LINEAR          | —         | MPC                           |
| 75671      | 2000 AG92  | 5 jan 2000 | Socorro             | LINEAR          | —         | MPC                           |
| 75672      | 2000 AH92  | 5 jan 2000 | Socorro             | LINEAR          | —         | MPC                           |
| 75673      | 2000 AM94  | 4 jan 2000 | Socorro             | LINEAR          | —         | MPC                           |
| 75674      | 2000 AZ95  | 4 jan 2000 | Socorro             | LINEAR          | —         | MPC                           |
| 75675      | 2000 AB96  | 4 jan 2000 | Socorro             | LINEAR          | —         | MPC                           |
| 75676      | 2000 AL96  | 4 jan 2000 | Socorro             | LINEAR          | —         | MPC                           |
| 75677      | 2000 AU96  | 4 jan 2000 | Socorro             | LINEAR          | Eos       | MPC                           |
| 75678      | 2000 AA97  | 4 jan 2000 | Socorro             | LINEAR          | —         | MPC                           |
| 75679      | 2000 AU97  | 4 jan 2000 | Socorro             | LINEAR          | —         | MPC                           |
| 75680      | 2000 AW97  | 4 jan 2000 | Socorro             | LINEAR          | —         | MPC                           |
| 75681      | 2000 AL98  | 4 jan 2000 | Socorro             | LINEAR          | —         | MPC                           |
| 75682      | 2000 AC99  | 5 jan 2000 | Socorro             | LINEAR          | —         | MPC                           |
| 75683      | 2000 AH99  | 5 jan 2000 | Socorro             | LINEAR          | —         | MPC                           |
| 75684      | 2000 AN99  | 5 jan 2000 | Socorro             | LINEAR          | —         | MPC                           |
| 75685      | 2000 AX99  | 5 jan 2000 | Socorro             | LINEAR          | —         | MPC                           |
| 75686      | 2000 AQ100 | 5 jan 2000 | Socorro             | LINEAR          | —         | MPC                           |
| 75687      | 2000 AR100 | 5 jan 2000 | Socorro             | LINEAR          | —         | MPC                           |
| 75688      | 2000 AG101 | 5 jan 2000 | Socorro             | LINEAR          | —         | MPC                           |
| 75689      | 2000 AD103 | 5 jan 2000 | Socorro             | LINEAR          | —         | MPC                           |
| 75690      | 2000 AO103 | 5 jan 2000 | Socorro             | LINEAR          | —         | MPC                           |
| 75691      | 2000 AQ103 | 5 jan 2000 | Socorro             | LINEAR          | —         | MPC                           |
| 75692      | 2000 AW103 | 5 jan 2000 | Socorro             | LINEAR          | —         | MPC                           |
| 75693      | 2000 AJ104 | 5 jan 2000 | Socorro             | LINEAR          | —         | MPC                           |
| 75694      | 2000 AU104 | 5 jan 2000 | Socorro             | LINEAR          | —         | MPC                           |
| 75695      | 2000 AK106 | 5 jan 2000 | Socorro             | LINEAR          | —         | MPC                           |
| 75696      | 2000 AJ109 | 5 jan 2000 | Socorro             | LINEAR          | —         | MPC                           |
| 75697      | 2000 AP110 | 5 jan 2000 | Socorro             | LINEAR          | —         | MPC                           |
| 75698      | 2000 AS110 | 5 jan 2000 | Socorro             | LINEAR          | —         | MPC                           |
| 75699      | 2000 AB112 | 5 jan 2000 | Socorro             | LINEAR          | —         | MPC                           |
| 75700      | 2000 AU112 | 5 jan 2000 | Socorro             | LINEAR          | —         | MPC                           |

## 75701–75800
| Designação | Designação | Descoberta  | Descoberta          | Descobridor(es)          | Categoria | Mais informações / Referência |
| Permanente | Provisória | Data        | Local               | Descobridor(es)          | Categoria | Mais informações / Referência |
| ---------- | ---------- | ----------- | ------------------- | ------------------------ | --------- | ----------------------------- |
| 75701      | 2000 AF113 | 5 jan 2000  | Socorro             | LINEAR                   | —         | MPC                           |
| 75702      | 2000 AN114 | 5 jan 2000  | Socorro             | LINEAR                   | —         | MPC                           |
| 75703      | 2000 AM115 | 5 jan 2000  | Socorro             | LINEAR                   | —         | MPC                           |
| 75704      | 2000 AV115 | 5 jan 2000  | Socorro             | LINEAR                   | —         | MPC                           |
| 75705      | 2000 AP116 | 5 jan 2000  | Socorro             | LINEAR                   | —         | MPC                           |
| 75706      | 2000 AJ117 | 5 jan 2000  | Socorro             | LINEAR                   | —         | MPC                           |
| 75707      | 2000 AL117 | 5 jan 2000  | Socorro             | LINEAR                   | —         | MPC                           |
| 75708      | 2000 AR117 | 5 jan 2000  | Socorro             | LINEAR                   | —         | MPC                           |
| 75709      | 2000 AB118 | 5 jan 2000  | Socorro             | LINEAR                   | —         | MPC                           |
| 75710      | 2000 AC118 | 5 jan 2000  | Socorro             | LINEAR                   | —         | MPC                           |
| 75711      | 2000 AM118 | 5 jan 2000  | Socorro             | LINEAR                   | —         | MPC                           |
| 75712      | 2000 AQ118 | 5 jan 2000  | Socorro             | LINEAR                   | —         | MPC                           |
| 75713      | 2000 AR118 | 5 jan 2000  | Socorro             | LINEAR                   | —         | MPC                           |
| 75714      | 2000 AT118 | 5 jan 2000  | Socorro             | LINEAR                   | —         | MPC                           |
| 75715      | 2000 AM120 | 5 jan 2000  | Socorro             | LINEAR                   | —         | MPC                           |
| 75716      | 2000 AS120 | 5 jan 2000  | Socorro             | LINEAR                   | —         | MPC                           |
| 75717      | 2000 AU120 | 5 jan 2000  | Socorro             | LINEAR                   | —         | MPC                           |
| 75718      | 2000 AA122 | 5 jan 2000  | Socorro             | LINEAR                   | —         | MPC                           |
| 75719      | 2000 AZ122 | 5 jan 2000  | Socorro             | LINEAR                   | —         | MPC                           |
| 75720      | 2000 AK127 | 5 jan 2000  | Socorro             | LINEAR                   | —         | MPC                           |
| 75721      | 2000 AS127 | 5 jan 2000  | Socorro             | LINEAR                   | —         | MPC                           |
| 75722      | 2000 AB128 | 5 jan 2000  | Socorro             | LINEAR                   | —         | MPC                           |
| 75723      | 2000 AJ128 | 5 jan 2000  | Socorro             | LINEAR                   | —         | MPC                           |
| 75724      | 2000 AX129 | 5 jan 2000  | Socorro             | LINEAR                   | —         | MPC                           |
| 75725      | 2000 AD131 | 6 jan 2000  | Socorro             | LINEAR                   | —         | MPC                           |
| 75726      | 2000 AG131 | 6 jan 2000  | Socorro             | LINEAR                   | Phocaea   | MPC                           |
| 75727      | 2000 AO131 | 2 jan 2000  | Socorro             | LINEAR                   | —         | MPC                           |
| 75728      | 2000 AJ132 | 3 jan 2000  | Socorro             | LINEAR                   | —         | MPC                           |
| 75729      | 2000 AH133 | 3 jan 2000  | Socorro             | LINEAR                   | —         | MPC                           |
| 75730      | 2000 AS134 | 4 jan 2000  | Socorro             | LINEAR                   | —         | MPC                           |
| 75731      | 2000 AX134 | 4 jan 2000  | Socorro             | LINEAR                   | —         | MPC                           |
| 75732      | 2000 AS135 | 4 jan 2000  | Socorro             | LINEAR                   | —         | MPC                           |
| 75733      | 2000 AJ137 | 4 jan 2000  | Socorro             | LINEAR                   | —         | MPC                           |
| 75734      | 2000 AF139 | 5 jan 2000  | Socorro             | LINEAR                   | —         | MPC                           |
| 75735      | 2000 AZ139 | 5 jan 2000  | Socorro             | LINEAR                   | —         | MPC                           |
| 75736      | 2000 AA143 | 5 jan 2000  | Socorro             | LINEAR                   | Phocaea   | MPC                           |
| 75737      | 2000 AS144 | 5 jan 2000  | Socorro             | LINEAR                   | —         | MPC                           |
| 75738      | 2000 AF145 | 6 jan 2000  | Socorro             | LINEAR                   | —         | MPC                           |
| 75739      | 2000 AQ145 | 6 jan 2000  | Socorro             | LINEAR                   | —         | MPC                           |
| 75740      | 2000 AF148 | 5 jan 2000  | Socorro             | LINEAR                   | —         | MPC                           |
| 75741      | 2000 AK149 | 7 jan 2000  | Socorro             | LINEAR                   | —         | MPC                           |
| 75742      | 2000 AQ149 | 7 jan 2000  | Socorro             | LINEAR                   | —         | MPC                           |
| 75743      | 2000 AF150 | 7 jan 2000  | Socorro             | LINEAR                   | —         | MPC                           |
| 75744      | 2000 AF151 | 10 jan 2000 | Prescott            | P. G. Comba              | Phocaea   | MPC                           |
| 75745      | 2000 AF152 | 8 jan 2000  | Socorro             | LINEAR                   | —         | MPC                           |
| 75746      | 2000 AD153 | 9 jan 2000  | Socorro             | LINEAR                   | —         | MPC                           |
| 75747      | 2000 AX153 | 2 jan 2000  | Socorro             | LINEAR                   | —         | MPC                           |
| 75748      | 2000 AY154 | 3 jan 2000  | Socorro             | LINEAR                   | —         | MPC                           |
| 75749      | 2000 AL155 | 3 jan 2000  | Socorro             | LINEAR                   | —         | MPC                           |
| 75750      | 2000 AJ156 | 3 jan 2000  | Socorro             | LINEAR                   | —         | MPC                           |
| 75751      | 2000 AR158 | 3 jan 2000  | Socorro             | LINEAR                   | —         | MPC                           |
| 75752      | 2000 AU159 | 3 jan 2000  | Socorro             | LINEAR                   | —         | MPC                           |
| 75753      | 2000 AH160 | 3 jan 2000  | Socorro             | LINEAR                   | —         | MPC                           |
| 75754      | 2000 AX161 | 4 jan 2000  | Socorro             | LINEAR                   | Mitidika  | MPC                           |
| 75755      | 2000 AF162 | 4 jan 2000  | Socorro             | LINEAR                   | —         | MPC                           |
| 75756      | 2000 AR165 | 8 jan 2000  | Socorro             | LINEAR                   | —         | MPC                           |
| 75757      | 2000 AG166 | 8 jan 2000  | Socorro             | LINEAR                   | —         | MPC                           |
| 75758      | 2000 AK166 | 8 jan 2000  | Socorro             | LINEAR                   | —         | MPC                           |
| 75759      | 2000 AH168 | 12 jan 2000 | Kleť                | Kleť Obs.                | —         | MPC                           |
| 75760      | 2000 AP168 | 12 jan 2000 | Prescott            | P. G. Comba              | —         | MPC                           |
| 75761      | 2000 AC171 | 7 jan 2000  | Socorro             | LINEAR                   | —         | MPC                           |
| 75762      | 2000 AS173 | 7 jan 2000  | Socorro             | LINEAR                   | Pallas    | MPC                           |
| 75763      | 2000 AV178 | 7 jan 2000  | Socorro             | LINEAR                   | Phocaea   | MPC                           |
| 75764      | 2000 AX179 | 7 jan 2000  | Socorro             | LINEAR                   | —         | MPC                           |
| 75765      | 2000 AT184 | 7 jan 2000  | Socorro             | LINEAR                   | —         | MPC                           |
| 75766      | 2000 AG185 | 7 jan 2000  | Socorro             | LINEAR                   | Phocaea   | MPC                           |
| 75767      | 2000 AM185 | 7 jan 2000  | Socorro             | LINEAR                   | —         | MPC                           |
| 75768      | 2000 AE186 | 8 jan 2000  | Socorro             | LINEAR                   | —         | MPC                           |
| 75769      | 2000 AM187 | 8 jan 2000  | Socorro             | LINEAR                   | —         | MPC                           |
| 75770      | 2000 AX190 | 8 jan 2000  | Socorro             | LINEAR                   | Phocaea   | MPC                           |
| 75771      | 2000 AD193 | 8 jan 2000  | Socorro             | LINEAR                   | —         | MPC                           |
| 75772      | 2000 AP195 | 8 jan 2000  | Socorro             | LINEAR                   | Phocaea   | MPC                           |
| 75773      | 2000 AC196 | 8 jan 2000  | Socorro             | LINEAR                   | —         | MPC                           |
| 75774      | 2000 AF196 | 8 jan 2000  | Socorro             | LINEAR                   | —         | MPC                           |
| 75775      | 2000 AG197 | 8 jan 2000  | Socorro             | LINEAR                   | —         | MPC                           |
| 75776      | 2000 AC198 | 8 jan 2000  | Socorro             | LINEAR                   | —         | MPC                           |
| 75777      | 2000 AF198 | 8 jan 2000  | Socorro             | LINEAR                   | —         | MPC                           |
| 75778      | 2000 AY198 | 8 jan 2000  | Socorro             | LINEAR                   | —         | MPC                           |
| 75779      | 2000 AC201 | 9 jan 2000  | Socorro             | LINEAR                   | —         | MPC                           |
| 75780      | 2000 AU202 | 10 jan 2000 | Socorro             | LINEAR                   | —         | MPC                           |
| 75781      | 2000 AA203 | 10 jan 2000 | Socorro             | LINEAR                   | —         | MPC                           |
| 75782      | 2000 AG203 | 10 jan 2000 | Socorro             | LINEAR                   | —         | MPC                           |
| 75783      | 2000 AZ204 | 10 jan 2000 | San Marcello        | A. Boattini, V. Cecchini | —         | MPC                           |
| 75784      | 2000 AR205 | 15 jan 2000 | Višnjan Observatory | K. Korlević              | —         | MPC                           |
| 75785      | 2000 AS205 | 15 jan 2000 | Višnjan Observatory | K. Korlević              | —         | MPC                           |
| 75786      | 2000 AQ207 | 3 jan 2000  | Kitt Peak           | Spacewatch               | —         | MPC                           |
| 75787      | 2000 AG210 | 5 jan 2000  | Kitt Peak           | Spacewatch               | —         | MPC                           |
| 75788      | 2000 AM214 | 6 jan 2000  | Kitt Peak           | Spacewatch               | —         | MPC                           |
| 75789      | 2000 AO215 | 7 jan 2000  | Kitt Peak           | Spacewatch               | —         | MPC                           |
| 75790      | 2000 AJ218 | 8 jan 2000  | Kitt Peak           | Spacewatch               | —         | MPC                           |
| 75791      | 2000 AH219 | 8 jan 2000  | Kitt Peak           | Spacewatch               | —         | MPC                           |
| 75792      | 2000 AV224 | 11 jan 2000 | Kitt Peak           | Spacewatch               | Chloris   | MPC                           |
| 75793      | 2000 AZ225 | 12 jan 2000 | Kitt Peak           | Spacewatch               | —         | MPC                           |
| 75794      | 2000 AO227 | 10 jan 2000 | Kitt Peak           | Spacewatch               | —         | MPC                           |
| 75795      | 2000 AZ229 | 3 jan 2000  | Socorro             | LINEAR                   | —         | MPC                           |
| 75796      | 2000 AK230 | 3 jan 2000  | Socorro             | LINEAR                   | —         | MPC                           |
| 75797      | 2000 AN232 | 4 jan 2000  | Socorro             | LINEAR                   | —         | MPC                           |
| 75798      | 2000 AS232 | 4 jan 2000  | Socorro             | LINEAR                   | —         | MPC                           |
| 75799      | 2000 AB233 | 4 jan 2000  | Socorro             | LINEAR                   | —         | MPC                           |
| 75800      | 2000 AD233 | 4 jan 2000  | Socorro             | LINEAR                   | —         | MPC                           |

## 75801–75900
| Designação           | Designação | Descoberta  | Descoberta          | Descobridor(es)       | Categoria | Mais informações / Referência |
| Permanente           | Provisória | Data        | Local               | Descobridor(es)       | Categoria | Mais informações / Referência |
| -------------------- | ---------- | ----------- | ------------------- | --------------------- | --------- | ----------------------------- |
| 75801                | 2000 AO233 | 4 jan 2000  | Socorro             | LINEAR                | Pallas    | MPC                           |
| 75802                | 2000 AQ234 | 5 jan 2000  | Socorro             | LINEAR                | —         | MPC                           |
| 75803                | 2000 AX234 | 5 jan 2000  | Socorro             | LINEAR                | —         | MPC                           |
| 75804                | 2000 AH236 | 5 jan 2000  | Anderson Mesa       | LONEOS                | Phocaea   | MPC                           |
| 75805                | 2000 AN236 | 5 jan 2000  | Kitt Peak           | Spacewatch            | Brangane  | MPC                           |
| 75806                | 2000 AW237 | 6 jan 2000  | Višnjan Observatory | K. Korlević           | —         | MPC                           |
| 75807                | 2000 AD239 | 6 jan 2000  | Socorro             | LINEAR                | —         | MPC                           |
| 75808                | 2000 AZ242 | 7 jan 2000  | Anderson Mesa       | LONEOS                | —         | MPC                           |
| 75809                | 2000 AC243 | 7 jan 2000  | Anderson Mesa       | LONEOS                | —         | MPC                           |
| 75810                | 2000 AX244 | 8 jan 2000  | Socorro             | LINEAR                | —         | MPC                           |
| 75811                | 2000 AZ244 | 8 jan 2000  | Socorro             | LINEAR                | —         | MPC                           |
| 75812                | 2000 BF    | 16 jan 2000 | Višnjan Observatory | K. Korlević           | —         | MPC                           |
| 75813                | 2000 BK3   | 27 jan 2000 | Oizumi              | T. Kobayashi          | —         | MPC                           |
| 75814                | 2000 BX3   | 27 jan 2000 | Oizumi              | T. Kobayashi          | Phocaea   | MPC                           |
| 75815                | 2000 BA6   | 28 jan 2000 | Socorro             | LINEAR                | —         | MPC                           |
| 75816                | 2000 BD6   | 28 jan 2000 | Socorro             | LINEAR                | —         | MPC                           |
| 75817                | 2000 BM7   | 29 jan 2000 | Socorro             | LINEAR                | —         | MPC                           |
| 75818                | 2000 BV8   | 29 jan 2000 | Socorro             | LINEAR                | —         | MPC                           |
| 75819                | 2000 BW8   | 29 jan 2000 | Socorro             | LINEAR                | —         | MPC                           |
| 75820                | 2000 BQ11  | 26 jan 2000 | Kitt Peak           | Spacewatch            | —         | MPC                           |
| 75821                | 2000 BU12  | 28 jan 2000 | Kitt Peak           | Spacewatch            | —         | MPC                           |
| 75822                | 2000 BH15  | 31 jan 2000 | Oizumi              | T. Kobayashi          | —         | MPC                           |
| 75823 Csokonai       | 2000 BJ15  | 28 jan 2000 | Piszkéstető         | K. Sárneczky, L. Kiss | —         | MPC                           |
| 75824                | 2000 BS15  | 29 jan 2000 | Socorro             | LINEAR                | —         | MPC                           |
| 75825                | 2000 BX16  | 30 jan 2000 | Socorro             | LINEAR                | —         | MPC                           |
| 75826                | 2000 BH17  | 30 jan 2000 | Socorro             | LINEAR                | —         | MPC                           |
| 75827                | 2000 BX17  | 30 jan 2000 | Socorro             | LINEAR                | —         | MPC                           |
| 75828                | 2000 BF21  | 29 jan 2000 | Kitt Peak           | Spacewatch            | —         | MPC                           |
| 75829 Alyea          | 2000 BH23  | 30 jan 2000 | Catalina            | CSS                   | —         | MPC                           |
| 75830                | 2000 BL24  | 29 jan 2000 | Socorro             | LINEAR                | —         | MPC                           |
| 75831                | 2000 BP25  | 30 jan 2000 | Socorro             | LINEAR                | —         | MPC                           |
| 75832                | 2000 BU25  | 30 jan 2000 | Socorro             | LINEAR                | —         | MPC                           |
| 75833                | 2000 BB26  | 30 jan 2000 | Socorro             | LINEAR                | —         | MPC                           |
| 75834                | 2000 BF26  | 30 jan 2000 | Socorro             | LINEAR                | —         | MPC                           |
| 75835                | 2000 BO26  | 30 jan 2000 | Socorro             | LINEAR                | —         | MPC                           |
| 75836 Warrenastro    | 2000 BY28  | 30 jan 2000 | Catalina            | CSS                   | —         | MPC                           |
| 75837 Johnbriol      | 2000 BC29  | 30 jan 2000 | Catalina            | CSS                   | —         | MPC                           |
| 75838                | 2000 BX29  | 30 jan 2000 | Socorro             | LINEAR                | —         | MPC                           |
| 75839                | 2000 BA30  | 30 jan 2000 | Socorro             | LINEAR                | —         | MPC                           |
| 75840                | 2000 BG30  | 30 jan 2000 | Socorro             | LINEAR                | —         | MPC                           |
| 75841 Brendahuettner | 2000 BA32  | 30 jan 2000 | Catalina            | CSS                   | —         | MPC                           |
| 75842 Jackmonahan    | 2000 BE32  | 30 jan 2000 | Catalina            | CSS                   | —         | MPC                           |
| 75843                | 2000 BL32  | 28 jan 2000 | Kitt Peak           | Spacewatch            | —         | MPC                           |
| 75844 Rexadams       | 2000 BN33  | 30 jan 2000 | Catalina            | CSS                   | —         | MPC                           |
| 75845                | 2000 BD34  | 30 jan 2000 | Kitt Peak           | Spacewatch            | —         | MPC                           |
| 75846 Jandorf        | 2000 BN34  | 30 jan 2000 | Catalina            | CSS                   | —         | MPC                           |
| 75847                | 2000 BD35  | 30 jan 2000 | Socorro             | LINEAR                | —         | MPC                           |
| 75848                | 2000 BH35  | 30 jan 2000 | Socorro             | LINEAR                | —         | MPC                           |
| 75849                | 2000 BM46  | 28 jan 2000 | Kitt Peak           | Spacewatch            | —         | MPC                           |
| 75850                | 2000 CC    | 2 fev 2000  | Tebbutt             | F. B. Zoltowski       | —         | MPC                           |
| 75851                | 2000 CF    | 1 fev 2000  | Prescott            | P. G. Comba           | —         | MPC                           |
| 75852                | 2000 CY    | 1 fev 2000  | Catalina            | CSS                   | —         | MPC                           |
| 75853                | 2000 CC3   | 2 fev 2000  | Socorro             | LINEAR                | —         | MPC                           |
| 75854                | 2000 CZ4   | 2 fev 2000  | Socorro             | LINEAR                | —         | MPC                           |
| 75855                | 2000 CT5   | 2 fev 2000  | Socorro             | LINEAR                | —         | MPC                           |
| 75856                | 2000 CP8   | 2 fev 2000  | Socorro             | LINEAR                | —         | MPC                           |
| 75857                | 2000 CQ8   | 2 fev 2000  | Socorro             | LINEAR                | —         | MPC                           |
| 75858                | 2000 CJ9   | 2 fev 2000  | Socorro             | LINEAR                | Brangane  | MPC                           |
| 75859                | 2000 CP10  | 2 fev 2000  | Socorro             | LINEAR                | —         | MPC                           |
| 75860                | 2000 CH12  | 2 fev 2000  | Socorro             | LINEAR                | —         | MPC                           |
| 75861                | 2000 CG13  | 2 fev 2000  | Socorro             | LINEAR                | —         | MPC                           |
| 75862                | 2000 CJ17  | 2 fev 2000  | Socorro             | LINEAR                | —         | MPC                           |
| 75863                | 2000 CD18  | 2 fev 2000  | Socorro             | LINEAR                | Eos       | MPC                           |
| 75864                | 2000 CB19  | 2 fev 2000  | Socorro             | LINEAR                | —         | MPC                           |
| 75865                | 2000 CC19  | 2 fev 2000  | Socorro             | LINEAR                | —         | MPC                           |
| 75866                | 2000 CA20  | 2 fev 2000  | Socorro             | LINEAR                | —         | MPC                           |
| 75867                | 2000 CF20  | 2 fev 2000  | Socorro             | LINEAR                | —         | MPC                           |
| 75868                | 2000 CF21  | 2 fev 2000  | Socorro             | LINEAR                | —         | MPC                           |
| 75869                | 2000 CR21  | 2 fev 2000  | Socorro             | LINEAR                | —         | MPC                           |
| 75870                | 2000 CV21  | 2 fev 2000  | Socorro             | LINEAR                | Eos       | MPC                           |
| 75871                | 2000 CY23  | 2 fev 2000  | Socorro             | LINEAR                | Brangane  | MPC                           |
| 75872                | 2000 CK24  | 2 fev 2000  | Socorro             | LINEAR                | Phocaea   | MPC                           |
| 75873                | 2000 CQ24  | 2 fev 2000  | Socorro             | LINEAR                | Eos       | MPC                           |
| 75874                | 2000 CE26  | 2 fev 2000  | Socorro             | LINEAR                | —         | MPC                           |
| 75875                | 2000 CQ26  | 2 fev 2000  | Socorro             | LINEAR                | —         | MPC                           |
| 75876                | 2000 CU27  | 2 fev 2000  | Socorro             | LINEAR                | —         | MPC                           |
| 75877                | 2000 CJ28  | 2 fev 2000  | Socorro             | LINEAR                | —         | MPC                           |
| 75878                | 2000 CM28  | 2 fev 2000  | Socorro             | LINEAR                | —         | MPC                           |
| 75879                | 2000 CL29  | 2 fev 2000  | Socorro             | LINEAR                | —         | MPC                           |
| 75880                | 2000 CP29  | 2 fev 2000  | Socorro             | LINEAR                | —         | MPC                           |
| 75881                | 2000 CC31  | 2 fev 2000  | Socorro             | LINEAR                | —         | MPC                           |
| 75882                | 2000 CC32  | 2 fev 2000  | Socorro             | LINEAR                | —         | MPC                           |
| 75883                | 2000 CR32  | 2 fev 2000  | Socorro             | LINEAR                | —         | MPC                           |
| 75884                | 2000 CS32  | 2 fev 2000  | Socorro             | LINEAR                | —         | MPC                           |
| 75885                | 2000 CE33  | 2 fev 2000  | Socorro             | LINEAR                | —         | MPC                           |
| 75886                | 2000 CZ33  | 4 fev 2000  | Višnjan Observatory | K. Korlević           | —         | MPC                           |
| 75887                | 2000 CS34  | 4 fev 2000  | San Marcello        | M. Tombelli, L. Tesi  | —         | MPC                           |
| 75888                | 2000 CU35  | 2 fev 2000  | Socorro             | LINEAR                | —         | MPC                           |
| 75889                | 2000 CV35  | 2 fev 2000  | Socorro             | LINEAR                | —         | MPC                           |
| 75890                | 2000 CM36  | 2 fev 2000  | Socorro             | LINEAR                | Meliboea  | MPC                           |
| 75891                | 2000 CY37  | 3 fev 2000  | Socorro             | LINEAR                | —         | MPC                           |
| 75892                | 2000 CD38  | 3 fev 2000  | Socorro             | LINEAR                | —         | MPC                           |
| 75893                | 2000 CO38  | 3 fev 2000  | Socorro             | LINEAR                | —         | MPC                           |
| 75894                | 2000 CZ38  | 3 fev 2000  | Socorro             | LINEAR                | —         | MPC                           |
| 75895                | 2000 CD44  | 2 fev 2000  | Socorro             | LINEAR                | —         | MPC                           |
| 75896                | 2000 CV44  | 2 fev 2000  | Socorro             | LINEAR                | —         | MPC                           |
| 75897                | 2000 CL45  | 2 fev 2000  | Socorro             | LINEAR                | —         | MPC                           |
| 75898                | 2000 CM45  | 2 fev 2000  | Socorro             | LINEAR                | Phocaea   | MPC                           |
| 75899                | 2000 CZ45  | 2 fev 2000  | Socorro             | LINEAR                | —         | MPC                           |
| 75900                | 2000 CC48  | 2 fev 2000  | Socorro             | LINEAR                | —         | MPC                           |

## 75901–76000
| Designação | Designação | Descoberta  | Descoberta          | Descobridor(es)       | Categoria | Mais informações / Referência |
| Permanente | Provisória | Data        | Local               | Descobridor(es)       | Categoria | Mais informações / Referência |
| ---------- | ---------- | ----------- | ------------------- | --------------------- | --------- | ----------------------------- |
| 75901      | 2000 CB49  | 2 fev 2000  | Socorro             | LINEAR                | —         | MPC                           |
| 75902      | 2000 CN49  | 2 fev 2000  | Socorro             | LINEAR                | Eos       | MPC                           |
| 75903      | 2000 CQ49  | 2 fev 2000  | Socorro             | LINEAR                | —         | MPC                           |
| 75904      | 2000 CA50  | 2 fev 2000  | Socorro             | LINEAR                | —         | MPC                           |
| 75905      | 2000 CK50  | 2 fev 2000  | Socorro             | LINEAR                | —         | MPC                           |
| 75906      | 2000 CY50  | 2 fev 2000  | Socorro             | LINEAR                | —         | MPC                           |
| 75907      | 2000 CJ51  | 2 fev 2000  | Socorro             | LINEAR                | —         | MPC                           |
| 75908      | 2000 CC53  | 2 fev 2000  | Socorro             | LINEAR                | Phocaea   | MPC                           |
| 75909      | 2000 CG53  | 2 fev 2000  | Socorro             | LINEAR                | —         | MPC                           |
| 75910      | 2000 CO53  | 2 fev 2000  | Socorro             | LINEAR                | —         | MPC                           |
| 75911      | 2000 CJ54  | 2 fev 2000  | Socorro             | LINEAR                | —         | MPC                           |
| 75912      | 2000 CQ56  | 4 fev 2000  | Socorro             | LINEAR                | —         | MPC                           |
| 75913      | 2000 CU57  | 5 fev 2000  | Socorro             | LINEAR                | —         | MPC                           |
| 75914      | 2000 CS58  | 2 fev 2000  | Socorro             | LINEAR                | —         | MPC                           |
| 75915      | 2000 CO60  | 2 fev 2000  | Socorro             | LINEAR                | —         | MPC                           |
| 75916      | 2000 CY60  | 2 fev 2000  | Socorro             | LINEAR                | —         | MPC                           |
| 75917      | 2000 CZ60  | 2 fev 2000  | Socorro             | LINEAR                | —         | MPC                           |
| 75918      | 2000 CC61  | 2 fev 2000  | Socorro             | LINEAR                | —         | MPC                           |
| 75919      | 2000 CK61  | 2 fev 2000  | Socorro             | LINEAR                | —         | MPC                           |
| 75920      | 2000 CR62  | 2 fev 2000  | Socorro             | LINEAR                | —         | MPC                           |
| 75921      | 2000 CL63  | 2 fev 2000  | Socorro             | LINEAR                | —         | MPC                           |
| 75922      | 2000 CQ64  | 3 fev 2000  | Socorro             | LINEAR                | —         | MPC                           |
| 75923      | 2000 CL65  | 4 fev 2000  | Socorro             | LINEAR                | —         | MPC                           |
| 75924      | 2000 CF66  | 6 fev 2000  | Socorro             | LINEAR                | —         | MPC                           |
| 75925      | 2000 CJ66  | 6 fev 2000  | Socorro             | LINEAR                | —         | MPC                           |
| 75926      | 2000 CR66  | 6 fev 2000  | Socorro             | LINEAR                | —         | MPC                           |
| 75927      | 2000 CE67  | 6 fev 2000  | Socorro             | LINEAR                | Eos       | MPC                           |
| 75928      | 2000 CY69  | 1 fev 2000  | Kitt Peak           | Spacewatch            | —         | MPC                           |
| 75929      | 2000 CH70  | 7 fev 2000  | Socorro             | LINEAR                | —         | MPC                           |
| 75930      | 2000 CO70  | 7 fev 2000  | Socorro             | LINEAR                | —         | MPC                           |
| 75931      | 2000 CG71  | 7 fev 2000  | Socorro             | LINEAR                | —         | MPC                           |
| 75932      | 2000 CN71  | 7 fev 2000  | Socorro             | LINEAR                | —         | MPC                           |
| 75933      | 2000 CB75  | 6 fev 2000  | Socorro             | LINEAR                | —         | MPC                           |
| 75934      | 2000 CR75  | 7 fev 2000  | Socorro             | LINEAR                | —         | MPC                           |
| 75935      | 2000 CW75  | 7 fev 2000  | Socorro             | LINEAR                | —         | MPC                           |
| 75936      | 2000 CZ75  | 8 fev 2000  | Socorro             | LINEAR                | —         | MPC                           |
| 75937      | 2000 CK78  | 7 fev 2000  | Kitt Peak           | Spacewatch            | —         | MPC                           |
| 75938      | 2000 CO80  | 6 fev 2000  | Socorro             | LINEAR                | —         | MPC                           |
| 75939      | 2000 CF81  | 4 fev 2000  | Socorro             | LINEAR                | —         | MPC                           |
| 75940      | 2000 CL82  | 4 fev 2000  | Socorro             | LINEAR                | —         | MPC                           |
| 75941      | 2000 CX82  | 4 fev 2000  | Socorro             | LINEAR                | —         | MPC                           |
| 75942      | 2000 CO84  | 4 fev 2000  | Socorro             | LINEAR                | —         | MPC                           |
| 75943      | 2000 CM85  | 4 fev 2000  | Socorro             | LINEAR                | —         | MPC                           |
| 75944      | 2000 CT85  | 4 fev 2000  | Socorro             | LINEAR                | —         | MPC                           |
| 75945      | 2000 CY86  | 4 fev 2000  | Socorro             | LINEAR                | —         | MPC                           |
| 75946      | 2000 CZ86  | 4 fev 2000  | Socorro             | LINEAR                | —         | MPC                           |
| 75947      | 2000 CB87  | 4 fev 2000  | Socorro             | LINEAR                | —         | MPC                           |
| 75948      | 2000 CH88  | 4 fev 2000  | Socorro             | LINEAR                | —         | MPC                           |
| 75949      | 2000 CR88  | 4 fev 2000  | Socorro             | LINEAR                | —         | MPC                           |
| 75950      | 2000 CU88  | 4 fev 2000  | Socorro             | LINEAR                | —         | MPC                           |
| 75951      | 2000 CK90  | 6 fev 2000  | Socorro             | LINEAR                | —         | MPC                           |
| 75952      | 2000 CD91  | 6 fev 2000  | Socorro             | LINEAR                | —         | MPC                           |
| 75953      | 2000 CE91  | 6 fev 2000  | Socorro             | LINEAR                | —         | MPC                           |
| 75954      | 2000 CO91  | 6 fev 2000  | Socorro             | LINEAR                | Phocaea   | MPC                           |
| 75955      | 2000 CC92  | 6 fev 2000  | Socorro             | LINEAR                | —         | MPC                           |
| 75956      | 2000 CZ92  | 6 fev 2000  | Socorro             | LINEAR                | —         | MPC                           |
| 75957      | 2000 CB94  | 8 fev 2000  | Socorro             | LINEAR                | —         | MPC                           |
| 75958      | 2000 CE94  | 8 fev 2000  | Socorro             | LINEAR                | —         | MPC                           |
| 75959      | 2000 CP94  | 8 fev 2000  | Socorro             | LINEAR                | Phocaea   | MPC                           |
| 75960      | 2000 CS96  | 6 fev 2000  | Socorro             | LINEAR                | —         | MPC                           |
| 75961      | 2000 CZ98  | 8 fev 2000  | Kitt Peak           | Spacewatch            | —         | MPC                           |
| 75962      | 2000 CH100 | 10 fev 2000 | Kitt Peak           | Spacewatch            | —         | MPC                           |
| 75963      | 2000 CN100 | 10 fev 2000 | Kitt Peak           | Spacewatch            | —         | MPC                           |
| 75964      | 2000 CQ100 | 10 fev 2000 | Kitt Peak           | Spacewatch            | —         | MPC                           |
| 75965      | 2000 CF103 | 6 fev 2000  | Socorro             | LINEAR                | —         | MPC                           |
| 75966      | 2000 CL103 | 7 fev 2000  | Socorro             | LINEAR                | —         | MPC                           |
| 75967      | 2000 CP103 | 8 fev 2000  | Socorro             | LINEAR                | —         | MPC                           |
| 75968      | 2000 CF104 | 10 fev 2000 | Višnjan Observatory | K. Korlević           | —         | MPC                           |
| 75969      | 2000 CE112 | 7 fev 2000  | Catalina            | CSS                   | —         | MPC                           |
| 75970      | 2000 CH112 | 7 fev 2000  | Catalina            | CSS                   | —         | MPC                           |
| 75971      | 2000 CK112 | 7 fev 2000  | Catalina            | CSS                   | —         | MPC                           |
| 75972      | 2000 CM112 | 7 fev 2000  | Catalina            | CSS                   | —         | MPC                           |
| 75973      | 2000 CA117 | 3 fev 2000  | Socorro             | LINEAR                | —         | MPC                           |
| 75974      | 2000 CC117 | 4 fev 2000  | Socorro             | LINEAR                | Themis    | MPC                           |
| 75975      | 2000 CD121 | 2 fev 2000  | Socorro             | LINEAR                | —         | MPC                           |
| 75976      | 2000 CZ121 | 3 fev 2000  | Socorro             | LINEAR                | —         | MPC                           |
| 75977      | 2000 CK122 | 3 fev 2000  | Socorro             | LINEAR                | —         | MPC                           |
| 75978      | 2000 CC124 | 3 fev 2000  | Socorro             | LINEAR                | —         | MPC                           |
| 75979      | 2000 CL125 | 3 fev 2000  | Socorro             | LINEAR                | —         | MPC                           |
| 75980      | 2000 CK128 | 2 fev 2000  | Kitt Peak           | Spacewatch            | Ursula    | MPC                           |
| 75981      | 2000 CH136 | 3 fev 2000  | Kitt Peak           | Spacewatch            | —         | MPC                           |
| 75982      | 2000 DU    | 24 fev 2000 | Oizumi              | T. Kobayashi          | —         | MPC                           |
| 75983      | 2000 DY    | 24 fev 2000 | Oizumi              | T. Kobayashi          | —         | MPC                           |
| 75984      | 2000 DC2   | 26 fev 2000 | Kitt Peak           | Spacewatch            | —         | MPC                           |
| 75985      | 2000 DY2   | 24 fev 2000 | Oizumi              | T. Kobayashi          | Brangane  | MPC                           |
| 75986      | 2000 DO3   | 28 fev 2000 | Višnjan Observatory | K. Korlević, M. Jurić | —         | MPC                           |
| 75987      | 2000 DW4   | 28 fev 2000 | Socorro             | LINEAR                | —         | MPC                           |
| 75988      | 2000 DK6   | 28 fev 2000 | Socorro             | LINEAR                | —         | MPC                           |
| 75989      | 2000 DF7   | 29 fev 2000 | Oizumi              | T. Kobayashi          | Brangane  | MPC                           |
| 75990      | 2000 DA9   | 26 fev 2000 | Kitt Peak           | Spacewatch            | —         | MPC                           |
| 75991      | 2000 DE9   | 26 fev 2000 | Kitt Peak           | Spacewatch            | —         | MPC                           |
| 75992      | 2000 DH9   | 26 fev 2000 | Kitt Peak           | Spacewatch            | Phocaea   | MPC                           |
| 75993      | 2000 DR9   | 26 fev 2000 | Kitt Peak           | Spacewatch            | —         | MPC                           |
| 75994      | 2000 DA12  | 27 fev 2000 | Kitt Peak           | Spacewatch            | Ursula    | MPC                           |
| 75995      | 2000 DD14  | 28 fev 2000 | Kitt Peak           | Spacewatch            | —         | MPC                           |
| 75996      | 2000 DS14  | 26 fev 2000 | Catalina            | CSS                   | —         | MPC                           |
| 75997      | 2000 DU14  | 26 fev 2000 | Catalina            | CSS                   | —         | MPC                           |
| 75998      | 2000 DE15  | 26 fev 2000 | Catalina            | CSS                   | —         | MPC                           |
| 75999      | 2000 DH15  | 26 fev 2000 | Catalina            | CSS                   | —         | MPC                           |
| 76000      | 2000 DO15  | 26 fev 2000 | Catalina            | CSS                   | —         | MPC                           |